# Temporada 2024 de la NFL
La temporada 2024 de la NFL fue la 105.ª edición de la National Football League. La fase regular empezó el 5 de septiembre de 2024 con el partido inaugural protagonizado por el bicampeón vigente, los Kansas City Chiefs jugando como locales ante los Baltimore Ravens, y finalizó el 5 de enero de 2025 con el último juego nocturno entre los Minnesota Vikings y los Detroit Lions, con triunfo de estos últimos. Los playoffs empezaron el 11 de enero de 2025 y terminaron el 9 de febrero de este mismo año con la celebración del Super Bowl LIX en el Caesars Superdome de Nueva Orleans, Luisiana.
Los Philadelphia Eagles salieron como campeones del Super Bowl derrotando por 40 a 22 a los Chiefs, consiguiendo su segundo campeonato en su historia y obteniendo la revancha del Super Bowl LVII de hace dos años.

## Equipos participantes

### Cambios de entrenadores jefe
| Equipo                | Entrenador jefe saliente | Entrenador interino      | Entrenador jefe entrante | Razón                  | Notas del cambio |
| Fuera de temporada    | Fuera de temporada       | Fuera de temporada       | Fuera de temporada       | Fuera de temporada     | |
| --------------------- | ------------------------ | ------------------------ | ------------------------ | ---------------------- | --- |
| Atlanta Falcons       | Arthur Smith             | Arthur Smith             | Raheem Morris            | Despedido              | Tras finalizar la temporada 2023 con una derrota por 48–17 a manos de los Saints, Smith fue despedido el 8 de enero de 2024, después de tres temporadas completas con la franquicia. Durante su estancia, el equipo terminó con un récord acumulado de 21–30 y porcentaje de victorias de .412, sin apariencias en los playoffs. Morris fue contratado como nuevo entrenador en jefe el 25 de enero. Antes de esto, se desempeñó como coordinador defensivo de los Rams de 2021 a 2023. Esta será su tercera experiencia como head coach, pues previamente estuvo al frente de los Tampa Bay Buccaneers desde 2009 a 2011, así como tener un breve interinato con esta franquicia de Atlanta en 2020, teniendo un récord acumulativo de 21 victorias y 38 derrotas (.356 de porcentaje). |
| Carolina Panthers     | Frank Reich              | Chris Tabor              | Dave Canales             | Despedido              | Reich apenas había sido contratado para su primera temporada como entrenador de los Panthers, pero un desastroso arranque de 1–10 (.091) y la caída por 17–10 contra Tennessee hizo que el 27 de noviembre de 2023 fuera destituido de su cargo. Tabor, quien fungía como coordinador de equipos especiales, fue asignado como interino, siendo esta su primera experiencia al frente de un equipo. Tabor terminó la temporada con un récord de 1–5 (.167) y completando la marca de 2–15 del equipo. El 25 de enero, se anunció la firma de Canales con el equipo. Durante muchas temporadas fue el coordinador ofensivo de los Seahawks, pero para la campaña de 2023 estuvo en el mismo cargo en Tampa Bay. Esta será su primera experiencia como entrenador en jefe. |
| Las Vegas Raiders     | Josh McDaniels           | Antonio Pierce           | Antonio Pierce           | Despedido              | Tras la derrota en semana 8 de la temporada 2023 contra los Lions y un arranque de 3–5 (.375), el 31 de octubre de 2023, se anunció que los Raiders terminaban la relación laboral con McDaniels, siendo de temporada y media con la franquicia, finalizando con un récord general de 9–16 (.360 de porcentaje) y sin clasificaciones a playoffs. Pierce, quien se desempeñaba como coach de linebackers, asumió el cargo de forma interina siendo esta su primera vez como entrenador en jefe; terminando la campaña 2023 con un récord de 5–4 (.556) bajo su mando y completando la marca de 8 ganados y 9 perdidos en total. El 19 de enero de 2024, se anunció que Pierce se quedaba en el cargo de head coach de forma permanente. |
| Los Angeles Chargers  | Brandon Staley           | Giff Smith               | Jim Harbaugh             | Despedido              | Staley estaba cumpliendo su tercera temporada con la franquicia angelina. Sin embargo, tras una humillante derrota por 63–21 sufrida a manos de Las Vegas Raiders y registrando un récord de 5 partidos ganados y 9 perdidos (.357 de porcentaje de victorias), el 15 de diciembre se confirmó su despido. Durante el tiempo con Staley en el cargo de entrenador principal, los Chargers registraron un récord acumulado de 24–24 (.500 de porcentaje de victorias) y tuvieron una aparición en play-offs, siendo en la temporada 2022 donde fueron eliminados por los Jaguars en el wildcard. Smith, quien fungía como entrenador de linebackers, tomó al equipo de manera interina, siendo esta su primera experiencia como coach principal en la NFL.Le tocó dirigir tres partidos, perdiéndolos todos. El 24 de enero de 2024, se anunció de manera oficial la firma de Jim Harbaugh como entrenador de los Bolts. Esta será su segunda experiencia como head coach en la NFL, pues primero estuvo al mando de los 49ers de 2011 a 2014, donde tuvo un récord general de 44–19–1 (.695) y los llevó a dos campeonatos divisionales de la NFC Oeste, tres apariciones en el juego de campeonato de la Conferencia Nacional y una ida al Super Bowl XLVII en febrero de 2013, frente a los Ravens dirigidos por su hermano John.Además, recientemente fue el entrenador de Michigan en el fútbol universitario de 2015 a 2023, donde llevó a los Wolverines tres veces al College Football Playoff y el más reciente Campeonato Nacional de la universidad en 2024, derrotando a Washington en la final. También estuvo al mando de San Diego y Stanford en su experiencia colegial, teniendo un récord general de 144–52 (.735). |
| New England Patriots  | Bill Belichick           | Bill Belichick           | Jerod Mayo               | Mutuo acuerdo          | Luego de más de dos décadas al mando de los Pats, el 11 de enero de 2024, Belichick y el dueño de la franquicia Robert Kraft llegaron a un acuerdo para terminar la relación laboral.En toda su estancia como entrenador, el equipo tuvo una marca regular acumulada de 266–121 (.687) y 17 campeonatos divisionales de la AFC Este, adicionado a 18 presencias en postemporada con un récord de 30 victorias, 12 derrotas (.714), 13 apariciones en el juego de campeonato de la Conferencia Americana, 9 presencias en el Super Bowl y 6 trofeos Vince Lombardi ganados (Super Bowls XXXVI, XXXVIII, XXXIX, XLIX, LI y LIII). Mayo fue anunciado como entrenador principal el 12 de enero de 2024, un día después de la salida de Belichick. Fue un exjugador de la franquicia de Nueva Inglaterra de 2008 a 2015 jugando como linebacker (Rookie Defensivo del Año en 2008) y siendo entrenador de la defensiva de 2019 a 2023. Esta será su primera experiencia como entrenador en jefe. |
| Seattle Seahawks      | Pete Carroll             | Pete Carroll             | Mike MacDonald           | Reasignación de puesto | Después de catorce temporadas como entrenador de los Seahawks, el 10 de enero de 2024, se anunció que Carroll dejaba de ser entrenador y seguiría en la organización como asesor. Durante su estancia, el equipo tuvo un récord acumulado de 137–89–1 (.606), además de diez presencias en la postemporada con récord de 10 triunfos y 9 caídas (.526), cinco campeonatos divisionales de la NFC Oeste y dos presencias en los Super Bowls XLVIII y XLIX, y un trofeo Lombardi tras vencer a los Broncos en el XLVIII. MacDonald firmó con la franquicia de Seattle el 31 de enero de 2024. Previamente, se había desempeñado como asistente defensivo durante su larga carrera en Baltimore y en 2022 y 2023 fue el coordinador defensivo de los Ravens. Esta es su primera experiencia como entrenador en jefe en cualquier ámbito. |
| Tennessee Titans      | Mike Vrabel              | Mike Vrabel              | Brian Callahan           | Despedido              | El 9 de enero de 2024, tras finalizar la temporada anterior (2023), Vrabel fue despedido luego de seis temporadas al frente de la franquicia. Durante su estancia, el equipo tuvo un récord positivo de 54–45 (.545), dos campeonatos divisionales de la AFC Sur y tres presencias en playoffs con récord de 2 victorias y 3 derrotas (.400 de porcentaje), siendo la más destacada en 2019, donde tras vencer a los Patriots y a los Ravens, llegó al juego de campeonato de la Conferencia Americana, pero lo perdería ante los Chiefs. El 24 de enero de 2024, Callahan fue contratado por el equipo. Durante toda su carrera se desempeñó como asistente ofensivo en la NFL, siendo su experiencia más reciente ser coordinador ofensivo de los Bengals de 2019 a 2023. Esta es su primera vez en el cargo de head coach en cualquier ámbito. |
| Washington Commanders | Ron Rivera               | Ron Rivera               | Dan Quinn                | Despedido              | El 8 de enero de 2024, tras finalizar la temporada anterior (2023), Rivera fue despedido luego de cuatro temporadas como entrenador en Washington. Con Rivera al mando, los Commanders tuvieron un récord acumulado de 26–40–1 (.396), con solo un campeonato divisional de la NFC Este en 2020 que los llevó a playoffs y perdiendo el juego de wild card contra los Buccaneers. El 3 de febrero de 2024, se anunció oficialmente la contratación de Quinn como entrenador principal de la franquicia. Esta será su segunda vez en este cargo específico, pues su primera experiencia en dicha posición fue con los Falcons de 2015 a 2020, con un récord regular de 43–42 (.506) y metiendo a dicho equipo dos veces a playoffs y con presencia en el Super Bowl LI en 2016, aunque con derrota ante los Patriots. Recientemente, se desempeñó como coordinador defensivo de los Dallas Cowboys de 2021 a 2023, provocando que su equipo fuera el que más balones robara en todas esas temporadas. |
| Durante la temporada  | Durante la temporada     | Durante la temporada     | Durante la temporada     | Durante la temporada   | Notas del cambio |
| Equipo                | Equipo                   | Entrenador jefe saliente | Entrenador interino      | Razón                  | |
| New York Jets         | New York Jets            | Robert Saleh             | Jeff Ulbrich             | Despedido              | Desde que fue contratado en 2021, era la cuarta temporada de Saleh con la franquicia, pero la derrota del 6 de octubre de 2024 ante los Vikings en el Tottenham Stadium de Londres, arrancando con una marca de 2–3, y acumular un récord total de 20 victorias y 36 derrotas (.357) hizo que el 8 de octubre se hiciera oficial su despido. En ninguna de las tres temporadas anteriores con Saleh al mando, los neoyorquinos clasificaron a los play-offs. Ulbrich, quien fungía como coordinador defensivo, fue nombrado como el head coach interino del equipo por el resto de la temporada. Esta es su primera experiencia como entrenador principal de una franquicia NFL. |
| New Orleans Saints    | New Orleans Saints       | Dennis Allen             | Darren Rizzi             | Despedido              | Esta estaba siendo la tercera temporada de Allen con la franquicia de Nueva Orleans desde 2022. Sin embargo, el 3 de noviembre su equipo cayó ante los Panthers de visita en Charlotte, lo que era la séptima derrota consecutiva de los Saints y cayendo a un récord de 2–7, con marca acumulativa de 18 ganados y 25 perdidos (.419); que ocasionó que al día siguiente, Allen fuera despedido como entrenador en jefe. En ninguna de las dos temporadas anteriores con Allen como head coach, los Saints pudieron avanzar a la postemporada. Rizzi, en ese momento coordinador de equipos especiales fue asignado como entrenador principal interino el 5 de noviembre por lo que restaba de la temporada. Esta es su primera experiencia al mando de una franquicia NFL, aunque ya tuvo previa experiencia en el fútbol universitario dirigiendo a New Haven y Rhode Island con un récord acumulado de 18–23 (.439). |
| Chicago Bears         | Chicago Bears            | Matt Eberflus            | Thomas Brown             | Despedido              | Al igual que Dennis Allen, esta era la tercera campaña de Eberflus al mando de los Bears tras ser contratado en 2022. Sin embargo, la caída el jueves 28 de noviembre en Acción de Gracias ante los Lions, incluyendo un mal manejo del reloj al final de dicho encuentro; fue la causa de que al día siguiente la franquicia se desvinculara de Eberflus como head coach. Tenía marca de 4–8 y un récord acumulativo de 14–32 (.304) en toda su estancia y sin presencias en la postemporada. Esta fue la primera ocasión en que el equipo de Chicago despide a su entrenador durante la temporada en toda su historia. Brown, quien recientemente había sido nombrado coordinador ofensivo interino tras el despido de su antecesor, Shane Waldron; fue designado como entrenador en jefe en otro interinato tras el cese de Eberflus. Esta es su primera oportunidad como head coach en cualquier ámbito, ya fuera profesional, universitario o escolar. |

## Cambios en las reglas
Las siguientes modificaciones en las reglas fueron aprobadas en la Junta Anual de Dueños de la NFL entre el 25 y 26 de marzo:
- El tacleo hip-drop, en el que el jugador "agarra al jugador con el balón con ambas manos o lo envuelve con ambos brazos" y "derriba al jugador por la cadera o parte inferior del cuerpo, aterrizando o atrapando las piernas del portador del ovoide en o debajo de la rodilla"  fue prohibida y penalizada como castigo de falta personal (15 yardas) y primer down automático si lo comete la defensiva.
- Los entrenadores reciben una tercera oportunidad para retar una decisión arbitral si alguno de sus dos primeros retos era exitoso, cuando antes tenía que acertar ambos retos para recibir una tercera chance.

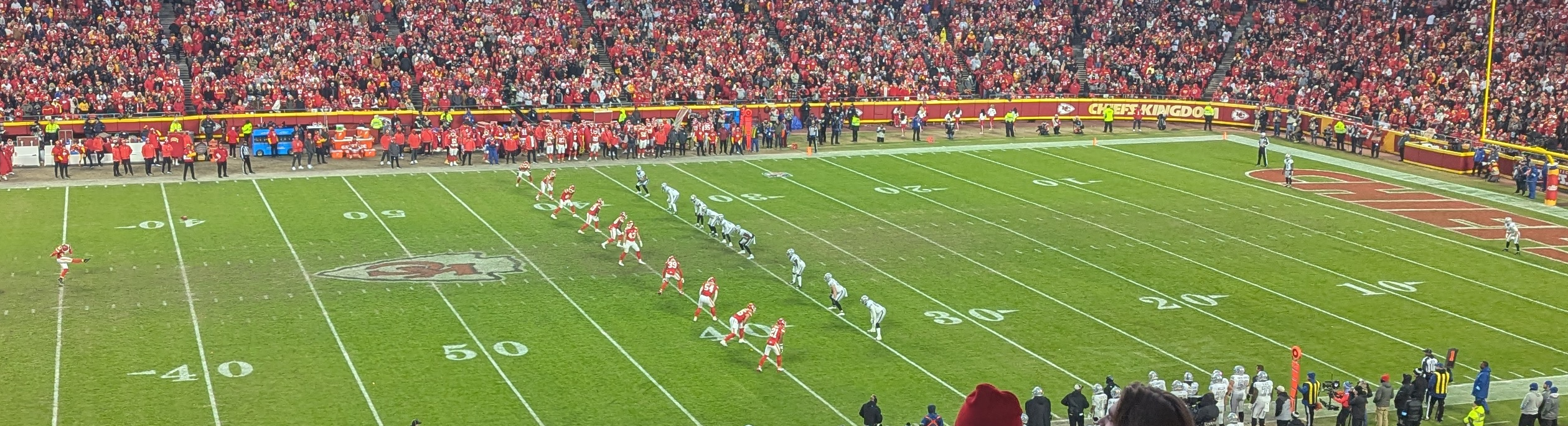
El pateador de los Kansas City Chiefs, Matthew Wright (izquierda) dando una patada inicial contra Las Vegas Raiders el 29 de noviembre de 2024 bajo las nuevas reglas de kickoff.

- Los siguientes cambios para la patada de salida o kickoff fueron puestos a prueba, sujeta a ser aceptada en la temporada 2025:[57]
  - Mientras el kickoff todavía se patea desde la yarda 35, todos los jugadores del equipo que patea a excepción del pateador deben alinearse en la yarda 40 del equipo que recibe el balón.
  - El equipo que recibe debe tener al menos nueve jugadores en la "zona set-up" (área entre las yardas 35 y 30 propias y pueden tener como máximo dos fildeadores para regresar el balón.
  - A excepción del pateador y los regresadores, ningún jugador en cualquier equipo puede tocar el balón hasta que toque el suelo o un regresador. El pateador tampoco debe cruzar la mitad del campo hasta el resto de los jugadores se puedan mover.
  - La patada debe llegar hasta la "zona de aterrizaje", entre la yarda 20 y la zona de anotación. En caso de quedarse corta, es decir, no llegase a la yarda 20 del rival, se considerará como patada out-of-bounds y el equipo que recibe el ovoide empezará desde la yarda 40 de su mitad del campo.
  - Si la patada llega en la zona de anotación o sobrepasa dicha zona para un touchback, el equipo receptor empezará con el balón desde su propia yarda 30.
  - Si la patada bota en la zona de anotación para un touchback, el equipo receptor empezará con el balón desde su propia yarda 20.
  - No se permiten las recepciones libres ni señales alusivas a esta.
  - Durante el cuarto periodo, el equipo que vaya perdiendo puede intentar una patada corta conocida como onside kick usando la formación previa a la formación que se usó a partir de esta temporada. Si la patada abandona la zona del equipo receptor sin ser tocada, el equipo receptor obtendrá la posesión del ovoide desde la yarda 20 del equipo que patea.
- Un tee puede ser utilizado en una patada libre después de un safety.
- Las reglas de que el quarterback era bajado al suelo o que estaba out-of-bounds antes de lanzar el balón podían revisarse para ver si se podía marcar una infracción.
- Se autorizaron las repeticiones para ver que hubiera "evidencia visual clara y evidente" donde el reloj de juego había expirado antes de que se iniciara una jugada.
- La fecha límite de cambios de equipo para jugadores se movió del martes posterior a la Semana 8 al martes posterior a la Semana 9 del calendario.[58]

## Temporada regular
La temporada regular se mantiene con calendario de 18 semanas con 17 juegos y una semana de descanso para cada equipo.
Según la fórmula de programación actual de la NFL para una temporada regular de 17 partidos, cada equipo juega dos veces contra los tres equipos de su propia división. Además, cada equipo juega una vez contra los cuatro equipos de una división de cada una de las dos conferencias. Los dos juegos restantes en el calendario de un equipo son contra un equipo de cada una de las dos divisiones restantes de la misma conferencia que hayan terminado en la misma posición en la temporada anterior (por ejemplo, el equipo que terminó cuarto en su división jugará contra los otros dos equipos de la misma conferencia que también hayan terminado cuartos en su división).
El 16 de diciembre de 2020, los propietarios de la NFL aprobaron un plan para que el decimoséptimo juego de la temporada regular sea un quinto enfrentamiento interconferencia contra un equipo de una de las otras tres divisiones restantes, según la posición en sus respectivas divisiones la temporada anterior (por ejemplo, el equipo que terminó cuarto en su división jugaría contra otra franquicia que también terminó cuarta en una división de la otra conferencia).
Según la fórmula actual de 17 juegos, los emparejamientos de división para 2024 son:
| Intraconferencia AFC Este vs AFC Sur AFC Norte vs AFC Oeste NFC Este vs NFC Sur NFC Norte vs NFC Oeste | Interconferencia AFC Este vs NFC Oeste AFC Norte vs NFC Este AFC Sur vs NFC Norte AFC Oeste vs NFC Sur | Interconferencia por posición AFC Este en NFC Norte AFC Norte en NFC Sur AFC Sur en NFC Este AFC Oeste en NFC Oeste |

Los aspectos más destacados de la temporada 2024 incluirán tentativamente:
- Juego inaugural de la NFL: La temporada 2024 está programada para comenzar el 5 de septiembre de 2024 en el Arrowhead Stadium de Kansas City, Misuri; teniendo como locales a los campeones del Super Bowl LVIII, los Kansas City Chiefs recibiendo a los Baltimore Ravens.[25] Fue televisado a nivel nacional por NBC. Los Chiefs ganaron dicho partido.
- Serie Internacional de la NFL: Para esta temporada, la liga disputará cinco partidos fuera de Estados Unidos. El 6 de septiembre, los Green Bay Packers y los Philadelphia Eagles se enfrentaron en la Arena Corinthians, en São Paulo, Brasil, con triunfo de los de Pensilvania.[61] Este encuentro en suelo brasileño fue el primero en la historia de la NFL en jugarse en América del Sur.[62] Posteriormente y por tercer año consecutivo, se disputaron tres encuentros en Londres, disputando los dos primeros en el Tottenham Hotspur Stadium, con los Jets enfrentando a los Vikings el 6 de octubre, con victoria de estos últimos; y una semana después, el 13 de octubre, los Jaguars contra los Bears, ganando los de Chicago.[61] El juego restante se disputará una semana después, el 20 de octubre en el estadio de Wembley, con los Jaguars nuevamente involucrados y en esta ocasión jugando contra los Patriots. Los Jaguars ganaron este cotejo.[61] Asimismo, por tercera temporada consecutiva, la liga tuvo un partido en Alemania, que se llevó a cabo el 10 de noviembre en el Allianz Arena de Múnich, y con los New York Giants y Carolina Panthers enfrentándonse entre sí y con victoria de los de Carolina.[61] De nueva cuenta, la NFL no tuvo partido en la Ciudad de México, debido a que el Estadio Azteca empezó una renovación importante en su infraestructura rumbo a la Copa Mundial de Fútbol de 2026, tras ser elegido como una de las sedes del evento.[63][64]
- Acción de Gracias: Como ha sido el caso desde 2006 para conmemorar el Día de Acción de Gracias o Thanksgiving, se programaron tres juegos para el jueves 28 de noviembre, incluidos los tradicionales juegos de la tarde organizados por los Detroit Lions y los Dallas Cowboys, y un juego celebrado en horario estelar. Detroit recibió a Chicago y los Cowboys jugaron contra los Giants; mientras que el juego nocturno asignado tuvo a los Dolphins visitando a los Packers. Detroit, Dallas y Green Bay ganaron respectivamente.[65] Sumado a esto, por segunda temporada seguida se disputó el juego del viernes posterior (Black Friday), que fue transmitido por Amazon Prime Video,[66]y que enfrentó a los Raiders con los Chiefs; con triunfo para los de Kansas City.[65]
- Navidad: El día de Navidad de 2024 cayó en miércoles. Esta fue la primera ocasión que la NFL disputa juegos en este día de la semana en época navideña. Los partidos designados para esta fecha tuvieron a los Chiefs visitando a los Steelers y a los Texans recibiendo en casa a los Ravens.[67] Además, ambos partidos fueron transmitidos por Netflix, siendo la primera vez que se transmiten partidos por esta plataforma y con un acuerdo por tres años.[68] Ambos equipos visitantes, Kansas City y Baltimore, salieron victoriosos de sus partidos.

El calendario completo se dio a conocer el 15 de mayo de 2024.

### Cambios en el calendario
Semana 8: El partido Eagles–Bengals del domingo 27 de octubre, originalmente a las 4:25 p. m. (Tiempo del Este), fue cambiado a la 1:00 p. m., intercambiando de horario con el juego entre los Bears y los Commanders, que pasó de la 1 p. m. a las 4:25 p. m. Ambos partidos mantuvieron su transmisión por CBS.
Semana 9: El partido de los Jaguars contra Eagles del domingo 3 de noviembre, originalmente designado como el Sunday Night Football de la semana, fue removido de dicho horario y se jugó a las 4:05 p. m. siendo transmitido por CBS. Por su parte, el encuentro entre Colts y Vikings, originalmente programado a la 1:00 p. m.; fue designado como el nuevo juego en horario estelar (SNF), siendo a las 8:20 p. m. y con cobertura por NBC.
Semana 11: El 4 de noviembre se anunció que el partido Colts–Jets del 17 de noviembre, que era originalmente el juego dominical por la noche habóa sido cambiado a la 1:00 p. m. con transmisión por CBS. Por otra parte, el juego de los Bengals en contra de los Chargers que inicialmente se jugaba a las 4:25 p. m. fue designado como el nuevo Sunday Night Football de la semana y tuvo transmisión a nivel nacional en NBC.
Semana 16: El 22 de noviembre se anunció que el partido Broncos–Chargers era el nuevo Thursday Night Football a jugarse el 19 de diciembre a las 8:20 p. m. y transmitirse por Amazon Prime Video, reemplazando al Browns–Bengals que pasará al domingo 22 de noviembre a la 1:00 p. m. siendo transmitido por Fox. Este cambio de un partido de jueves por la noche es el primero en la historia de la NFL. A pesar de que este es el segundo juego como visitante nocturno de jueves de la franquicia de Denver y rompe con el límite establecido por la liga, los Broncos aceptaron el cambio puesto que juegan contra Cincinnati la siguiente semana en sábado, lo que les daría más días de descanso. Asimismo, la liga anunció el 16 de diciembre que el cotejo entre Patriots y Bills del domingo 22 de diciembre se movía de la 1:00 p. m. a las 4:25 p. m. (Tiempo del Este), manteniendo a CBS como la cadena que transmite este juego.
Semana 17: Cinco partidos habían sido asignados sin horario definido para que pudieran determinarse si formaban parte de la triple cartelera para el sábado 28 de diciembre de 2024: Broncos–Bengals, Cardinals–Rams, Chargers–Patriots, Colts–Giants y Falcons–Commanders.
- Al final, el 17 de diciembre se anunció la triple cartelera del sábado, siendo el duelo entre Chargers y Patriots a la 1:00 p. m. (Tiempo del Este), el juego entre Denver y Cincinnati a las 4:30 p. m. y por último, el Cardinals–Rams a las 8:15 p. m. por la noche, siendo todos estos partidos transmitidos por NFL Network.
- Para el caso del juego de los Colts contra los Giants, se agendó el domingo 29 a la 1:00 p. m. con cobertura de Fox. Mientras que el duelo pendiente entre Atlanta y Washington fue asignado como el nuevo Sunday Night Football de la semana y tendrá transmisión a nivel nacional en NBC, sustituyendo al SNF original que era el partido Dolphins–Browns, el cual se adelantó a las 4:05 p. m. y con transmisión vía CBS.[79][80]
- El 23 de noviembre se anunció otra modificación en la semana, siendo un intercambio de horarios. El juego entre Cowboys e Eagles se adelantó de 4:25 p. m. a 1:00 p. m. (Tiempo del Este), mientras que el duelo de Packers–Vikings se pasó del mediodía a la tarde (4:25 p. m.). Ambos duelos mantienen a Fox como emisora.[81]

Semana 18: Dos partidos con implicaciones directas de playoffs fueron movidos para el sábado 4 de enero de 2025, a las 4:30 p. m. y 8:15 p. m. (Tiempo del Este). Un tercer partido con implicaciones de playoffs fue designado como Sunday Night Football, a las 8:20 p. m. (tiempo del Este) y para clausurar la temporada regular. Los demás partidos fueron agendados como juegos dominicales de mediodía y de la tarde, siendo transmitidos por Fox y CBS. Los horarios fueron dados a conocer una vez que el partido de domingo por la noche entre Falcons y Commanders terminó.
- Los partidos del sábado fueron los siguientes: Browns–Ravens a las 4:30 p. m. y Bengals–Steelers a las 8:00 p. m., ambos transmitidos por ESPN y ABC.
- El duelo entre los Vikings y los Lions, que definió al campeón de la NFC Norte y el primer sembrado de dicha conferencia, fue designado como el Sunday Night Football de la semana para culminar con la temporada regular.

### Semanas
- Los horarios corresponden al huso horario de UTC−05:00, R, hora del este de los Estados Unidos.

| Semana 1        | Semana 1 | Semana 1              | Semana 1       | Semana 1             | Semana 1                              |
| Fecha           | Hora     | Visitante             | Resultado      | Local                | Estadio                               |
| --------------- | -------- | --------------------- | -------------- | -------------------- | ------------------------------------- |
| 5 de septiembre | 20:20    | Baltimore Ravens      | 20 – 27        | Kansas City Chiefs   | GEHA Field at Arrowhead Stadium       |
| 6 de septiembre | 20:15    | Green Bay Packers     | 29 – 34        | Philadelphia Eagles  | Arena Corinthians (São Paulo, Brasil) |
| 8 de septiembre | 13:00    | Pittsburgh Steelers   | 18 – 10        | Atlanta Falcons      | Mercedes-Benz Stadium                 |
| 8 de septiembre | 13:00    | Arizona Cardinals     | 28 – 34        | Buffalo Bills        | Highmark Stadium                      |
| 8 de septiembre | 13:00    | Tennessee Titans      | 17 – 24        | Chicago Bears        | Soldier Field                         |
| 8 de septiembre | 13:00    | New England Patriots  | 16 – 10        | Cincinnati Bengals   | Paycor Stadium                        |
| 8 de septiembre | 13:00    | Houston Texans        | 29 – 27        | Indianapolis Colts   | Lucas Oil Stadium                     |
| 8 de septiembre | 13:00    | Jacksonville Jaguars  | 17 – 20        | Miami Dolphins       | Hard Rock Stadium                     |
| 8 de septiembre | 13:00    | Carolina Panthers     | 10 – 47        | New Orleans Saints   | Caesars Superdome                     |
| 8 de septiembre | 13:00    | Minnesota Vikings     | 28 – 6         | New York Giants      | MetLife Stadium                       |
| 8 de septiembre | 16:05    | Las Vegas Raiders     | 10 – 22        | Los Angeles Chargers | SoFi Stadium                          |
| 8 de septiembre | 16:05    | Denver Broncos        | 20 – 26        | Seattle Seahawks     | Lumen Field                           |
| 8 de septiembre | 16:25    | Dallas Cowboys        | 33 – 17        | Cleveland Browns     | Huntington Bank Field                 |
| 8 de septiembre | 16:25    | Washington Commanders | 20 – 37        | Tampa Bay Buccaneers | Raymond James Stadium                 |
| 8 de septiembre | 20:20    | Los Angeles Rams      | 20 – 26 (O.T.) | Detroit Lions        | Ford Field                            |
| 9 de septiembre | 20:15    | New York Jets         | 19 – 32        | San Francisco 49ers  | Levi's Stadium                        |

| Semana 2         | Semana 2 | Semana 2             | Semana 2       | Semana 2              | Semana 2                        |
| Fecha            | Hora     | Visitante            | Resultado      | Local                 | Estadio                         |
| ---------------- | -------- | -------------------- | -------------- | --------------------- | ------------------------------- |
| 12 de septiembre | 20:15    | Buffalo Bills        | 31 – 10        | Miami Dolphins        | Hard Rock Stadium               |
| 15 de septiembre | 13:00    | Las Vegas Raiders    | 26 – 23        | Baltimore Ravens      | M&T Bank Stadium                |
| 15 de septiembre | 13:00    | Los Angeles Chargers | 26 – 3         | Carolina Panthers     | Bank of America Stadium         |
| 15 de septiembre | 13:00    | New Orleans Saints   | 44 – 19        | Dallas Cowboys        | AT&T Stadium                    |
| 15 de septiembre | 13:00    | Tampa Bay Buccaneers | 20 – 16        | Detroit Lions         | Ford Field                      |
| 15 de septiembre | 13:00    | Indianapolis Colts   | 10 – 16        | Green Bay Packers     | Lambeau Field                   |
| 15 de septiembre | 13:00    | Cleveland Browns     | 18 – 13        | Jacksonville Jaguars  | EverBank Stadium                |
| 15 de septiembre | 13:00    | San Francisco 49ers  | 17 – 23        | Minnesota Vikings     | U.S. Bank Stadium               |
| 15 de septiembre | 13:00    | Seattle Seahawks     | 23 – 20 (O.T.) | New England Patriots  | Gillette Stadium                |
| 15 de septiembre | 13:00    | New York Jets        | 24 – 17        | Tennessee Titans      | Nissan Stadium                  |
| 15 de septiembre | 13:00    | New York Giants      | 18 – 21        | Washington Commanders | Northwest Stadium               |
| 15 de septiembre | 16:05    | Los Angeles Rams     | 10 – 41        | Arizona Cardinals     | State Farm Stadium              |
| 15 de septiembre | 16:25    | Pittsburgh Steelers  | 13 – 6         | Denver Broncos        | Empower Field at Mile High      |
| 15 de septiembre | 16:25    | Cincinnati Bengals   | 25 – 26        | Kansas City Chiefs    | GEHA Field at Arrowhead Stadium |
| 15 de septiembre | 20:20    | Chicago Bears        | 13 – 19        | Houston Texans        | NRG Stadium                     |
| 16 de septiembre | 20:15    | Atlanta Falcons      | 22 – 21        | Philadelphia Eagles   | Lincoln Financial Field         |

| Semana 3         | Semana 3 | Semana 3              | Semana 3  | Semana 3             | Semana 3              |
| Fecha            | Hora     | Visitante             | Resultado | Local                | Estadio               |
| ---------------- | -------- | --------------------- | --------- | -------------------- | --------------------- |
| 19 de septiembre | 20:15    | New England Patriots  | 3 – 24    | New York Jets        | MetLife Stadium       |
| 22 de septiembre | 13:00    | New York Giants       | 21 – 15   | Cleveland Browns     | Huntington Bank Field |
| 22 de septiembre | 13:00    | Chicago Bears         | 16 – 21   | Indianapolis Colts   | Lucas Oil Stadium     |
| 22 de septiembre | 13:00    | Houston Texans        | 7 – 34    | Minnesota Vikings    | U.S. Bank Stadium     |
| 22 de septiembre | 13:00    | Philadelphia Eagles   | 15 – 12   | New Orleans Saints   | Caesars Superdome     |
| 22 de septiembre | 13:00    | Los Angeles Chargers  | 10 – 20   | Pittsburgh Steelers  | Acrisure Stadium      |
| 22 de septiembre | 13:00    | Denver Broncos        | 26 – 7    | Tampa Bay Buccaneers | Raymond James Stadium |
| 22 de septiembre | 13:00    | Green Bay Packers     | 30 – 14   | Tennessee Titans     | Nissan Stadium        |
| 22 de septiembre | 16:05    | Carolina Panthers     | 36 – 22   | Las Vegas Raiders    | Allegiant Stadium     |
| 22 de septiembre | 16:05    | Miami Dolphins        | 3 – 24    | Seattle Seahawks     | Lumen Field           |
| 22 de septiembre | 16:25    | Detroit Lions         | 20 – 13   | Arizona Cardinals    | State Farm Stadium    |
| 22 de septiembre | 16:25    | Baltimore Ravens      | 28 – 25   | Dallas Cowboys       | AT&T Stadium          |
| 22 de septiembre | 16:25    | San Francisco 49ers   | 24 – 27   | Los Angeles Rams     | SoFi Stadium          |
| 22 de septiembre | 20:20    | Kansas City Chiefs    | 22 – 17   | Atlanta Falcons      | Mercedes-Benz Stadium |
| 23 de septiembre | 19:30    | Jacksonville Jaguars  | 10 – 47   | Buffalo Bills        | Highmark Stadium      |
| 23 de septiembre | 20:15    | Washington Commanders | 38 – 33   | Cincinnati Bengals   | Paycor Stadium        |

| Semana 4         | Semana 4 | Semana 4              | Semana 4  | Semana 4             | Semana 4                |
| Fecha            | Hora     | Visitante             | Resultado | Local                | Estadio                 |
| ---------------- | -------- | --------------------- | --------- | -------------------- | ----------------------- |
| 26 de septiembre | 20:15    | Dallas Cowboys        | 20 – 15   | New York Giants      | MetLife Stadium         |
| 29 de septiembre | 13:00    | New Orleans Saints    | 24 – 26   | Atlanta Falcons      | Mercedes-Benz Stadium   |
| 29 de septiembre | 13:00    | Cincinnati Bengals    | 34 – 24   | Carolina Panthers    | Bank of America Stadium |
| 29 de septiembre | 13:00    | Los Angeles Rams      | 18 – 24   | Chicago Bears        | Soldier Field           |
| 29 de septiembre | 13:00    | Minnesota Vikings     | 31 – 29   | Green Bay Packers    | Lambeau Field           |
| 29 de septiembre | 13:00    | Jacksonville Jaguars  | 20 – 24   | Houston Texans       | NRG Stadium             |
| 29 de septiembre | 13:00    | Pittsburgh Steelers   | 24 – 27   | Indianapolis Colts   | Lucas Oil Stadium       |
| 29 de septiembre | 13:00    | Denver Broncos        | 10 – 9    | New York Jets        | MetLife Stadium         |
| 29 de septiembre | 13:00    | Philadelphia Eagles   | 16 – 33   | Tampa Bay Buccaneers | Raymond James Stadium   |
| 29 de septiembre | 16:05    | Washington Commanders | 42 – 14   | Arizona Cardinals    | State Farm Stadium      |
| 29 de septiembre | 16:05    | New England Patriots  | 13 – 30   | San Francisco 49ers  | Levi's Stadium          |
| 29 de septiembre | 16:25    | Kansas City Chiefs    | 17 – 10   | Los Angeles Chargers | SoFi Stadium            |
| 29 de septiembre | 16:25    | Cleveland Browns      | 16 – 20   | Las Vegas Raiders    | Allegiant Stadium       |
| 29 de septiembre | 20:20    | Buffalo Bills         | 10 – 35   | Baltimore Ravens     | M&T Bank Stadium        |
| 30 de septiembre | 19:30    | Tennessee Titans      | 31 – 12   | Miami Dolphins       | Hard Rock Stadium       |
| 30 de septiembre | 20:15    | Seattle Seahawks      | 29 – 42   | Detroit Lions        | Ford Field              |

| Semana 5                                                                                        | Semana 5 | Semana 5             | Semana 5       | Semana 5              | Semana 5                                         |
| Fecha                                                                                           | Hora     | Visitante            | Resultado      | Local                 | Estadio                                          |
| ----------------------------------------------------------------------------------------------- | -------- | -------------------- | -------------- | --------------------- | ------------------------------------------------ |
| 3 de octubre                                                                                    | 20:15    | Tampa Bay Buccaneers | 30 – 36 (O.T.) | Atlanta Falcons       | Mercedes-Benz Stadium                            |
| 6 de octubre                                                                                    | 9:30     | New York Jets        | 17 – 23        | Minnesota Vikings     | Tottenham Hotspur Stadium (Londres, Reino Unido) |
| 6 de octubre                                                                                    | 13:00    | Carolina Panthers    | 10 – 36        | Chicago Bears         | Soldier Field                                    |
| 6 de octubre                                                                                    | 13:00    | Baltimore Ravens     | 41 – 38 (O.T.) | Cincinnati Bengals    | Paycor Stadium                                   |
| 6 de octubre                                                                                    | 13:00    | Buffalo Bills        | 20 – 23        | Houston Texans        | NRG Stadium                                      |
| 6 de octubre                                                                                    | 13:00    | Indianapolis Colts   | 34 – 37        | Jacksonville Jaguars  | EverBank Stadium                                 |
| 6 de octubre                                                                                    | 13:00    | Miami Dolphins       | 15 – 10        | New England Patriots  | Gillette Stadium                                 |
| 6 de octubre                                                                                    | 13:00    | Cleveland Browns     | 13 – 34        | Washington Commanders | Northwest Stadium                                |
| 6 de octubre                                                                                    | 16:05    | Las Vegas Raiders    | 18 – 34        | Denver Broncos        | Empower Field at Mile High                       |
| 6 de octubre                                                                                    | 16:05    | Arizona Cardinals    | 24 – 23        | San Francisco 49ers   | Levi's Stadium                                   |
| 6 de octubre                                                                                    | 16:25    | Green Bay Packers    | 24 – 19        | Los Angeles Rams      | SoFi Stadium                                     |
| 6 de octubre                                                                                    | 16:25    | New York Giants      | 29 – 20        | Seattle Seahawks      | Lumen Field                                      |
| 6 de octubre                                                                                    | 21:45    | Dallas Cowboys       | 20 – 17        | Pittsburgh Steelers   | Acrisure Stadium                                 |
| 7 de octubre                                                                                    | 20:15    | New Orleans Saints   | 13 – 26        | Kansas City Chiefs    | GEHA Field at Arrowhead Stadium                  |
| Semana de descanso: Detroit Lions, Los Angeles Chargers, Philadelphia Eagles y Tennessee Titans |          |                      |                |                       |                                                  |

| Semana 6                                                                                     | Semana 6 | Semana 6              | Semana 6  | Semana 6             | Semana 6                                         |
| Fecha                                                                                        | Hora     | Visitante             | Resultado | Local                | Estadio                                          |
| -------------------------------------------------------------------------------------------- | -------- | --------------------- | --------- | -------------------- | ------------------------------------------------ |
| 10 de octubre                                                                                | 20:15    | San Francisco 49ers   | 36 – 24   | Seattle Seahawks     | Lumen Field                                      |
| 13 de octubre                                                                                | 9:30     | Jacksonville Jaguars  | 16 – 35   | Chicago Bears        | Tottenham Hotspur Stadium (Londres, Reino Unido) |
| 13 de octubre                                                                                | 13:00    | Washington Commanders | 23 – 30   | Baltimore Ravens     | M&T Bank Stadium                                 |
| 13 de octubre                                                                                | 13:00    | Arizona Cardinals     | 13 – 34   | Green Bay Packers    | Lambeau Field                                    |
| 13 de octubre                                                                                | 13:00    | Houston Texans        | 41 – 21   | New England Patriots | Gillette Stadium                                 |
| 13 de octubre                                                                                | 13:00    | Tampa Bay Buccaneers  | 51 – 27   | New Orleans Saints   | Caesars Superdome                                |
| 13 de octubre                                                                                | 13:00    | Cleveland Browns      | 16 – 20   | Philadelphia Eagles  | Lincoln Financial Field                          |
| 13 de octubre                                                                                | 13:00    | Indianapolis Colts    | 20 – 17   | Tennessee Titans     | Nissan Stadium                                   |
| 13 de octubre                                                                                | 16:05    | Los Angeles Chargers  | 23 – 16   | Denver Broncos       | Empower Field at Mile High                       |
| 13 de octubre                                                                                | 16:05    | Pittsburgh Steelers   | 32 – 13   | Las Vegas Raiders    | Allegiant Stadium                                |
| 13 de octubre                                                                                | 16:25    | Atlanta Falcons       | 38 – 20   | Carolina Panthers    | Bank of America Stadium                          |
| 13 de octubre                                                                                | 16:25    | Detroit Lions         | 47 – 9    | Dallas Cowboys       | AT&T Stadium                                     |
| 13 de octubre                                                                                | 20:20    | Cincinnati Bengals    | 17 – 7    | New York Giants      | MetLife Stadium                                  |
| 14 de octubre                                                                                | 20:15    | Buffalo Bills         | 23 – 20   | New York Jets        | MetLife Stadium                                  |
| Semana de descanso: Kansas City Chiefs, Los Angeles Rams, Miami Dolphins y Minnesota Vikings |          |                       |           |                      |                                                  |

| Semana 7                                           | Semana 7 | Semana 7             | Semana 7  | Semana 7              | Semana 7                               |
| Fecha                                              | Hora     | Visitante            | Resultado | Local                 | Estadio                                |
| -------------------------------------------------- | -------- | -------------------- | --------- | --------------------- | -------------------------------------- |
| 17 de octubre                                      | 20:15    | Denver Broncos       | 33 – 10   | New Orleans Saints    | Caesars Superdome                      |
| 20 de octubre                                      | 9:30     | New England Patriots | 16 – 32   | Jacksonville Jaguars  | Wembley Stadium (Londres, Reino Unido) |
| 20 de octubre                                      | 13:00    | Seattle Seahawks     | 34 – 14   | Atlanta Falcons       | Mercedes-Benz Stadium                  |
| 20 de octubre                                      | 13:00    | Tennessee Titans     | 10 – 34   | Buffalo Bills         | Highmark Stadium                       |
| 20 de octubre                                      | 13:00    | Cincinnati Bengals   | 21 – 14   | Cleveland Browns      | Huntington Bank Field                  |
| 20 de octubre                                      | 13:00    | Houston Texans       | 22 – 24   | Green Bay Packers     | Lambeau Field                          |
| 20 de octubre                                      | 13:00    | Miami Dolphins       | 10 – 16   | Indianapolis Colts    | Lucas Oil Stadium                      |
| 20 de octubre                                      | 13:00    | Detroit Lions        | 31 – 29   | Minnesota Vikings     | U.S. Bank Stadium                      |
| 20 de octubre                                      | 13:00    | Philadelphia Eagles  | 28 – 3    | New York Giants       | MetLife Stadium                        |
| 20 de octubre                                      | 16:05    | Las Vegas Raiders    | 15 – 20   | Los Angeles Rams      | SoFi Stadium                           |
| 20 de octubre                                      | 16:05    | Carolina Panthers    | 7 – 40    | Washington Commanders | Northwest Stadium                      |
| 20 de octubre                                      | 16:25    | Kansas City Chiefs   | 28 – 18   | San Francisco 49ers   | Levi's Stadium                         |
| 20 de octubre                                      | 20:20    | New York Jets        | 15 – 37   | Pittsburgh Steelers   | Acrisure Stadium                       |
| 21 de octubre                                      | 20:15    | Baltimore Ravens     | 41 – 31   | Tampa Bay Buccaneers  | Raymond James Stadium                  |
| 21 de octubre                                      | 21:00    | Los Angeles Chargers | 15 – 17   | Arizona Cardinals     | State Farm Stadium                     |
| Semana de descanso: Chicago Bears y Dallas Cowboys |          |                      |           |                       |                                        |

| Semana 8      | Semana 8 | Semana 8            | Semana 8  | Semana 8              | Semana 8                   |
| Fecha         | Hora     | Visitante           | Resultado | Local                 | Estadio                    |
| ------------- | -------- | ------------------- | --------- | --------------------- | -------------------------- |
| 24 de octubre | 20:15    | Minnesota Vikings   | 20 – 30   | Los Angeles Rams      | SoFi Stadium               |
| 27 de octubre | 13:00    | Philadelphia Eagles | 37 – 17   | Cincinnati Bengals    | Paycor Stadium             |
| 27 de octubre | 13:00    | Baltimore Ravens    | 24 – 29   | Cleveland Browns      | Huntington Bank Field      |
| 27 de octubre | 13:00    | Tennessee Titans    | 14 – 52   | Detroit Lions         | Ford Field                 |
| 27 de octubre | 13:00    | Indianapolis Colts  | 20 – 23   | Houston Texans        | NRG Stadium                |
| 27 de octubre | 13:00    | Green Bay Packers   | 30 – 27   | Jacksonville Jaguars  | EverBank Stadium           |
| 27 de octubre | 13:00    | Arizona Cardinals   | 28 – 27   | Miami Dolphins        | Hard Rock Stadium          |
| 27 de octubre | 13:00    | New York Jets       | 22 – 25   | New England Patriots  | Gillette Stadium           |
| 27 de octubre | 13:00    | Atlanta Falcons     | 31 – 26   | Tampa Bay Buccaneers  | Raymond James Stadium      |
| 27 de octubre | 16:05    | New Orleans Saints  | 8 – 26    | Los Angeles Chargers  | SoFi Stadium               |
| 27 de octubre | 16:05    | Buffalo Bills       | 31 – 10   | Seattle Seahawks      | Lumen Field                |
| 27 de octubre | 16:25    | Carolina Panthers   | 14 – 28   | Denver Broncos        | Empower Field at Mile High |
| 27 de octubre | 16:25    | Kansas City Chiefs  | 27 – 20   | Las Vegas Raiders     | Allegiant Stadium          |
| 27 de octubre | 16:25    | Chicago Bears       | 15 – 18   | Washington Commanders | Northwest Stadium          |
| 27 de octubre | 20:20    | Dallas Cowboys      | 24 – 30   | San Francisco 49ers   | Levi's Stadium             |
| 28 de octubre | 20:15    | New York Giants     | 18 – 26   | Pittsburgh Steelers   | Acrisure Stadium           |

| Semana 9                                                      | Semana 9 | Semana 9              | Semana 9       | Semana 9            | Semana 9                        |
| Fecha                                                         | Hora     | Visitante             | Resultado      | Local               | Estadio                         |
| ------------------------------------------------------------- | -------- | --------------------- | -------------- | ------------------- | ------------------------------- |
| 31 de octubre                                                 | 20:15    | Houston Texans        | 13 – 21        | New York Jets       | MetLife Stadium                 |
| 3 de noviembre                                                | 13:00    | Dallas Cowboys        | 21 – 27        | Atlanta Falcons     | Mercedes-Benz Stadium           |
| 3 de noviembre                                                | 13:00    | Denver Broncos        | 10 – 41        | Baltimore Ravens    | M&T Bank Stadium                |
| 3 de noviembre                                                | 13:00    | Miami Dolphins        | 27 – 30        | Buffalo Bills       | Highmark Stadium                |
| 3 de noviembre                                                | 13:00    | New Orleans Saints    | 22 – 23        | Carolina Panthers   | Bank of America Stadium         |
| 3 de noviembre                                                | 13:00    | Las Vegas Raiders     | 24 – 41        | Cincinnati Bengals  | Paycor Stadium                  |
| 3 de noviembre                                                | 13:00    | Los Angeles Chargers  | 27 – 10        | Cleveland Browns    | Huntington Bank Field           |
| 3 de noviembre                                                | 13:00    | Washington Commanders | 27 – 22        | New York Giants     | MetLife Stadium                 |
| 3 de noviembre                                                | 13:00    | New England Patriots  | 17 – 20 (O.T.) | Tennessee Titans    | Nissan Stadium                  |
| 3 de noviembre                                                | 16:05    | Chicago Bears         | 9 – 29         | Arizona Cardinals   | State Farm Stadium              |
| 3 de noviembre                                                | 16:05    | Jacksonville Jaguars  | 23 – 28        | Philadelphia Eagles | Lincoln Financial Field         |
| 3 de noviembre                                                | 16:25    | Detroit Lions         | 24 – 14        | Green Bay Packers   | Lambeau Field                   |
| 3 de noviembre                                                | 16:25    | Los Angeles Rams      | 26 – 20 (O.T.) | Seattle Seahawks    | Lumen Field                     |
| 3 de noviembre                                                | 20:20    | Indianapolis Colts    | 13 – 21        | Minnesota Vikings   | U.S. Bank Stadium               |
| 4 de noviembre                                                | 20:15    | Tampa Bay Buccaneers  | 24 – 30 (O.T.) | Kansas City Chiefs  | GEHA Field at Arrowhead Stadium |
| Semana de descanso: Pittsburgh Steelers y San Francisco 49ers |          |                       |                |                     |                                 |

| Semana 10                                                                                     | Semana 10 | Semana 10            | Semana 10      | Semana 10             | Semana 10                        |
| Fecha                                                                                         | Hora      | Visitante            | Resultado      | Local                 | Estadio                          |
| --------------------------------------------------------------------------------------------- | --------- | -------------------- | -------------- | --------------------- | -------------------------------- |
| 7 de noviembre                                                                                | 20:15     | Cincinnati Bengals   | 34 – 35        | Baltimore Ravens      | M&T Bank Stadium                 |
| 10 de noviembre                                                                               | 9:30      | New York Giants      | 17 – 20 (O.T.) | Carolina Panthers     | Allianz Arena (Múnich, Alemania) |
| 10 de noviembre                                                                               | 13:00     | New England Patriots | 19 – 3         | Chicago Bears         | Soldier Field                    |
| 10 de noviembre                                                                               | 13:00     | Buffalo Bills        | 30 – 20        | Indianapolis Colts    | Lucas Oil Stadium                |
| 10 de noviembre                                                                               | 13:00     | Minnesota Vikings    | 12 – 7         | Jacksonville Jaguars  | EverBank Stadium                 |
| 10 de noviembre                                                                               | 13:00     | Denver Broncos       | 14 – 16        | Kansas City Chiefs    | GEHA Field at Arrowhead Stadium  |
| 10 de noviembre                                                                               | 13:00     | Atlanta Falcons      | 17 – 20        | New Orleans Saints    | Caesars Superdome                |
| 10 de noviembre                                                                               | 13:00     | San Francisco 49ers  | 23 – 20        | Tampa Bay Buccaneers  | Raymond James Stadium            |
| 10 de noviembre                                                                               | 13:00     | Pittsburgh Steelers  | 28 – 27        | Washington Commanders | Northwest Stadium                |
| 10 de noviembre                                                                               | 16:05     | Tennessee Titans     | 17 – 27        | Los Angeles Chargers  | SoFi Stadium                     |
| 10 de noviembre                                                                               | 16:25     | New York Jets        | 6 – 31         | Arizona Cardinals     | State Farm Stadium               |
| 10 de noviembre                                                                               | 16:25     | Philadelphia Eagles  | 34 – 6         | Dallas Cowboys        | AT&T Stadium                     |
| 10 de noviembre                                                                               | 20:20     | Detroit Lions        | 26 – 23        | Houston Texans        | NRG Stadium                      |
| 11 de noviembre                                                                               | 20:15     | Miami Dolphins       | 23 – 15        | Los Angeles Rams      | SoFi Stadium                     |
| Semana de descanso: Cleveland Browns, Green Bay Packers, Las Vegas Raiders y Seattle Seahawks |           |                      |                |                       |                                  |

| Semana 11                                                                                        | Semana 11 | Semana 11             | Semana 11 | Semana 11            | Semana 11                  |
| Fecha                                                                                            | Hora      | Visitante             | Resultado | Local                | Estadio                    |
| ------------------------------------------------------------------------------------------------ | --------- | --------------------- | --------- | -------------------- | -------------------------- |
| 14 de noviembre                                                                                  | 20:15     | Washington Commanders | 18 – 26   | Philadelphia Eagles  | Lincoln Financial Field    |
| 17 de noviembre                                                                                  | 13:00     | Green Bay Packers     | 20 – 19   | Chicago Bears        | Soldier Field              |
| 17 de noviembre                                                                                  | 13:00     | Jacksonville Jaguars  | 6 – 52    | Detroit Lions        | Ford Field                 |
| 17 de noviembre                                                                                  | 13:00     | Las Vegas Raiders     | 19 – 34   | Miami Dolphins       | Hard Rock Stadium          |
| 17 de noviembre                                                                                  | 13:00     | Los Angeles Rams      | 28 – 22   | New England Patriots | Gillette Stadium           |
| 17 de noviembre                                                                                  | 13:00     | Cleveland Browns      | 14 – 35   | New Orleans Saints   | Caesars Superdome          |
| 17 de noviembre                                                                                  | 13:00     | Indianapolis Colts    | 28 – 27   | New York Jets        | MetLife Stadium            |
| 17 de noviembre                                                                                  | 13:00     | Baltimore Ravens      | 16 – 18   | Pittsburgh Steelers  | Acrisure Stadium           |
| 17 de noviembre                                                                                  | 13:00     | Minnesota Vikings     | 23 – 13   | Tennessee Titans     | Nissan Stadium             |
| 17 de noviembre                                                                                  | 16:05     | Atlanta Falcons       | 6 – 38    | Denver Broncos       | Empower Field at Mile High |
| 17 de noviembre                                                                                  | 16:05     | Seattle Seahawks      | 20 – 17   | San Francisco 49ers  | Levi's Stadium             |
| 17 de noviembre                                                                                  | 16:25     | Kansas City Chiefs    | 21 – 30   | Buffalo Bills        | Highmark Stadium           |
| 17 de noviembre                                                                                  | 20:20     | Cincinnati Bengals    | 27 – 34   | Los Angeles Chargers | SoFi Stadium               |
| 18 de noviembre                                                                                  | 20:15     | Houston Texans        | 34 – 10   | Dallas Cowboys       | AT&T Stadium               |
| Semana de descanso: Arizona Cardinals, Carolina Panthers, New York Giants y Tampa Bay Buccaneers |           |                       |           |                      |                            |

| Semana 12 | Semana 12 | Semana 12            | Semana 12      | Semana 12             | Semana 12               |
| Fecha | Hora      | Visitante            | Resultado      | Local                 | Estadio                 |
| --- | --------- | -------------------- | -------------- | --------------------- | ----------------------- |
| 21 de noviembre | 20:15     | Pittsburgh Steelers  | 19 – 24        | Cleveland Browns      | Huntington Bank Field   |
| 24 de noviembre | 13:00     | Kansas City Chiefs   | 30 – 27        | Carolina Panthers     | Bank of America Stadium |
| 24 de noviembre | 13:00     | Minnesota Vikings    | 30 – 27 (O.T.) | Chicago Bears         | Soldier Field           |
| 24 de noviembre | 13:00     | Tennessee Titans     | 32 – 27        | Houston Texans        | NRG Stadium             |
| 24 de noviembre | 13:00     | Detroit Lions        | 24 – 6         | Indianapolis Colts    | Lucas Oil Stadium       |
| 24 de noviembre | 13:00     | New England Patriots | 15 – 34        | Miami Dolphins        | Hard Rock Stadium       |
| 24 de noviembre | 13:00     | Tampa Bay Buccaneers | 30 – 7         | New York Giants       | MetLife Stadium         |
| 24 de noviembre | 13:00     | Dallas Cowboys       | 34 – 26        | Washington Commanders | Northwest Stadium       |
| 24 de noviembre | 16:05     | Denver Broncos       | 29 – 19        | Las Vegas Raiders     | Allegiant Stadium       |
| 24 de noviembre | 16:25     | San Francisco 49ers  | 10 – 38        | Green Bay Packers     | Lambeau Field           |
| 24 de noviembre | 16:25     | Arizona Cardinals    | 6 – 16         | Seattle Seahawks      | Lumen Field             |
| 24 de noviembre | 20:20     | Philadelphia Eagles  | 37 – 20        | Los Angeles Rams      | SoFi Stadium            |
| 25 de noviembre | 20:15     | Baltimore Ravens     | 30 – 23        | Los Angeles Chargers  | SoFi Stadium            |
| Semana de descanso: Atlanta Falcons, Buffalo Bills, Cincinnati Bengals, Jacksonville Jaguars, New Orleans Saints y New York Jets |           |                      |                |                       |                         |

| Semana 13       | Semana 13 | Semana 13            | Semana 13      | Semana 13             | Semana 13                       |
| Fecha           | Hora      | Visitante            | Resultado      | Local                 | Estadio                         |
| --------------- | --------- | -------------------- | -------------- | --------------------- | ------------------------------- |
| 28 de noviembre | 12:30     | Chicago Bears        | 20 – 23        | Detroit Lions         | Ford Field                      |
| 28 de noviembre | 16:30     | New York Giants      | 20 – 27        | Dallas Cowboys        | AT&T Stadium                    |
| 28 de noviembre | 20:20     | Miami Dolphins       | 17 – 30        | Green Bay Packers     | Lambeau Field                   |
| 29 de noviembre | 15:00     | Las Vegas Raiders    | 17 – 19        | Kansas City Chiefs    | GEHA Field at Arrowhead Stadium |
| 1 de diciembre  | 13:00     | Los Angeles Chargers | 17 – 13        | Atlanta Falcons       | Mercedes-Benz Stadium           |
| 1 de diciembre  | 13:00     | Pittsburgh Steelers  | 44 – 38        | Cincinnati Bengals    | Paycor Stadium                  |
| 1 de diciembre  | 13:00     | Houston Texans       | 23 – 20        | Jacksonville Jaguars  | EverBank Stadium                |
| 1 de diciembre  | 13:00     | Arizona Cardinals    | 22 – 23        | Minnesota Vikings     | U.S. Bank Stadium               |
| 1 de diciembre  | 13:00     | Indianapolis Colts   | 25 – 24        | New England Patriots  | Gillette Stadium                |
| 1 de diciembre  | 13:00     | Seattle Seahawks     | 26 – 21        | New York Jets         | MetLife Stadium                 |
| 1 de diciembre  | 13:00     | Tennessee Titans     | 19 – 42        | Washington Commanders | Northwest Stadium               |
| 1 de diciembre  | 16:05     | Tampa Bay Buccaneers | 26 – 23 (O.T.) | Carolina Panthers     | Bank of America Stadium         |
| 1 de diciembre  | 16:05     | Los Angeles Rams     | 21 – 14        | New Orleans Saints    | Caesars Superdome               |
| 1 de diciembre  | 16:25     | Philadelphia Eagles  | 24 – 19        | Baltimore Ravens      | M&T Bank Stadium                |
| 1 de diciembre  | 20:20     | San Francisco 49ers  | 10 – 35        | Buffalo Bills         | Highmark Stadium                |
| 2 de diciembre  | 20:15     | Cleveland Browns     | 32 – 41        | Denver Broncos        | Empower Field at Mile High      |

| Semana 14 | Semana 14 | Semana 14            | Semana 14      | Semana 14            | Semana 14                       |
| Fecha | Hora      | Visitante            | Resultado      | Local                | Estadio                         |
| --- | --------- | -------------------- | -------------- | -------------------- | ------------------------------- |
| 5 de diciembre | 20:15     | Green Bay Packers    | 31 – 34        | Detroit Lions        | Ford Field                      |
| 8 de diciembre | 13:00     | New York Jets        | 26 – 32 (O.T.) | Miami Dolphins       | Hard Rock Stadium               |
| 8 de diciembre | 13:00     | Atlanta Falcons      | 21 – 42        | Minnesota Vikings    | U.S. Bank Stadium               |
| 8 de diciembre | 13:00     | New Orleans Saints   | 14 – 11        | New York Giants      | MetLife Stadium                 |
| 8 de diciembre | 13:00     | Carolina Panthers    | 16 – 22        | Philadelphia Eagles  | Lincoln Financial Field         |
| 8 de diciembre | 13:00     | Cleveland Browns     | 14 – 27        | Pittsburgh Steelers  | Acrisure Stadium                |
| 8 de diciembre | 13:00     | Las Vegas Raiders    | 13 – 28        | Tampa Bay Buccaneers | Raymond James Stadium           |
| 8 de diciembre | 13:00     | Jacksonville Jaguars | 10 – 6         | Tennessee Titans     | Nissan Stadium                  |
| 8 de diciembre | 16:05     | Seattle Seahawks     | 30 – 18        | Arizona Cardinals    | State Farm Stadium              |
| 8 de diciembre | 16:25     | Buffalo Bills        | 42 – 44        | Los Angeles Rams     | SoFi Stadium                    |
| 8 de diciembre | 16:25     | Chicago Bears        | 13 – 38        | San Francisco 49ers  | Levi's Stadium                  |
| 8 de diciembre | 20:20     | Los Angeles Chargers | 17 – 19        | Kansas City Chiefs   | GEHA Field at Arrowhead Stadium |
| 9 de diciembre | 20:15     | Cincinnati Bengals   | 27 – 20        | Dallas Cowboys       | AT&T Stadium                    |
| Semana de descanso: Baltimore Ravens, Denver Broncos, Houston Texans, Indianapolis Colts, New England Patriots y Washington Commanders |           |                      |                |                      |                                 |

| Semana 15       | Semana 15 | Semana 15             | Semana 15 | Semana 15            | Semana 15                  |
| Fecha           | Hora      | Visitante             | Resultado | Local                | Estadio                    |
| --------------- | --------- | --------------------- | --------- | -------------------- | -------------------------- |
| 12 de diciembre | 20:15     | Los Angeles Rams      | 12 – 6    | San Francisco 49ers  | Levi's Stadium             |
| 15 de diciembre | 13:00     | Dallas Cowboys        | 30 – 14   | Carolina Panthers    | Bank of America Stadium    |
| 15 de diciembre | 13:00     | Kansas City Chiefs    | 21 – 7    | Cleveland Browns     | Huntington Bank Field      |
| 15 de diciembre | 13:00     | Miami Dolphins        | 12 – 20   | Houston Texans       | NRG Stadium                |
| 15 de diciembre | 13:00     | New York Jets         | 32 – 25   | Jacksonville Jaguars | EverBank Stadium           |
| 15 de diciembre | 13:00     | Washington Commanders | 20 – 19   | New Orleans Saints   | Caesars Superdome          |
| 15 de diciembre | 13:00     | Baltimore Ravens      | 35 – 14   | New York Giants      | MetLife Stadium            |
| 15 de diciembre | 13:00     | Cincinnati Bengals    | 37 – 27   | Tennessee Titans     | Nissan Stadium             |
| 15 de diciembre | 16:25     | New England Patriots  | 17 – 30   | Arizona Cardinals    | State Farm Stadium         |
| 15 de diciembre | 16:25     | Indianapolis Colts    | 13 – 31   | Denver Broncos       | Empower Field at Mile High |
| 15 de diciembre | 16:25     | Buffalo Bills         | 48 – 42   | Detroit Lions        | Ford Field                 |
| 15 de diciembre | 16:25     | Tampa Bay Buccaneers  | 40 – 17   | Los Angeles Chargers | SoFi Stadium               |
| 15 de diciembre | 16:25     | Pittsburgh Steelers   | 13 – 27   | Philadelphia Eagles  | Lincoln Financial Field    |
| 15 de diciembre | 20:20     | Green Bay Packers     | 30 – 13   | Seattle Seahawks     | Lumen Field                |
| 16 de diciembre | 20:00     | Chicago Bears         | 12 – 30   | Minnesota Vikings    | U.S. Bank Stadium          |
| 16 de diciembre | 20:30     | Atlanta Falcons       | 15 – 9    | Las Vegas Raiders    | Allegiant Stadium          |

| Semana 16       | Semana 16 | Semana 16            | Semana 16      | Semana 16             | Semana 16                       |
| Fecha           | Hora      | Visitante            | Resultado      | Local                 | Estadio                         |
| --------------- | --------- | -------------------- | -------------- | --------------------- | ------------------------------- |
| 19 de diciembre | 20:15     | Denver Broncos       | 27 – 34        | Los Angeles Chargers  | SoFi Stadium                    |
| 21 de diciembre | 13:00     | Houston Texans       | 19 – 27        | Kansas City Chiefs    | GEHA Field at Arrowhead Stadium |
| 21 de diciembre | 16:30     | Pittsburgh Steelers  | 17 – 34        | Baltimore Ravens      | M&T Bank Stadium                |
| 22 de diciembre | 13:00     | New York Giants      | 7 – 34         | Atlanta Falcons       | Mercedes-Benz Stadium           |
| 22 de diciembre | 13:00     | Arizona Cardinals    | 30 – 36 (O.T.) | Carolina Panthers     | Bank of America Stadium         |
| 22 de diciembre | 13:00     | Detroit Lions        | 34 – 17        | Chicago Bears         | Soldier Field                   |
| 22 de diciembre | 13:00     | Cleveland Browns     | 6 – 24         | Cincinnati Bengals    | Paycor Stadium                  |
| 22 de diciembre | 13:00     | Tennessee Titans     | 30 – 38        | Indianapolis Colts    | Lucas Oil Stadium               |
| 22 de diciembre | 13:00     | Los Angeles Rams     | 19 – 9         | New York Jets         | MetLife Stadium                 |
| 22 de diciembre | 13:00     | Philadelphia Eagles  | 33 – 36        | Washington Commanders | Northwest Stadium               |
| 22 de diciembre | 16:05     | Minnesota Vikings    | 27 – 24        | Seattle Seahawks      | Lumen Field                     |
| 22 de diciembre | 16:25     | New England Patriots | 21 – 24        | Buffalo Bills         | Highmark Stadium                |
| 22 de diciembre | 16:25     | Jacksonville Jaguars | 14 – 19        | Las Vegas Raiders     | Allegiant Stadium               |
| 22 de diciembre | 16:25     | San Francisco 49ers  | 17 – 29        | Miami Dolphins        | Hard Rock Stadium               |
| 22 de diciembre | 20:20     | Tampa Bay Buccaneers | 24 – 26        | Dallas Cowboys        | AT&T Stadium                    |
| 23 de diciembre | 20:15     | New Orleans Saints   | 0 – 34         | Green Bay Packers     | Lambeau Field                   |

| Semana 17       | Semana 17 | Semana 17            | Semana 17      | Semana 17             | Semana 17               |
| Fecha           | Hora      | Visitante            | Resultado      | Local                 | Estadio                 |
| --------------- | --------- | -------------------- | -------------- | --------------------- | ----------------------- |
| 25 de diciembre | 13:00     | Kansas City Chiefs   | 29 – 10        | Pittsburgh Steelers   | Acrisure Stadium        |
| 25 de diciembre | 16:30     | Baltimore Ravens     | 31 – 2         | Houston Texans        | NRG Stadium             |
| 26 de diciembre | 20:15     | Seattle Seahawks     | 6 – 3          | Chicago Bears         | Soldier Field           |
| 28 de diciembre | 13:00     | Los Angeles Chargers | 40 – 7         | New England Patriots  | Gillette Stadium        |
| 28 de diciembre | 16:30     | Denver Broncos       | 24 – 30 (O.T.) | Cincinnati Bengals    | Paycor Stadium          |
| 28 de diciembre | 20:15     | Arizona Cardinals    | 9 – 13         | Los Angeles Rams      | SoFi Stadium            |
| 29 de diciembre | 13:00     | New York Jets        | 14 – 40        | Buffalo Bills         | Highmark Stadium        |
| 29 de diciembre | 13:00     | Tennessee Titans     | 13 – 20        | Jacksonville Jaguars  | EverBank Stadium        |
| 29 de diciembre | 13:00     | Las Vegas Raiders    | 25 – 10        | New Orleans Saints    | Caesars Superdome       |
| 29 de diciembre | 13:00     | Indianapolis Colts   | 33 – 45        | New York Giants       | MetLife Stadium         |
| 29 de diciembre | 13:00     | Dallas Cowboys       | 7 – 41         | Philadelphia Eagles   | Lincoln Financial Field |
| 29 de diciembre | 13:00     | Carolina Panthers    | 14 – 48        | Tampa Bay Buccaneers  | Raymond James Stadium   |
| 29 de diciembre | 16:05     | Miami Dolphins       | 20 – 3         | Cleveland Browns      | Huntington Bank Field   |
| 29 de diciembre | 16:25     | Green Bay Packers    | 25 – 27        | Minnesota Vikings     | U.S. Bank Stadium       |
| 29 de diciembre | 20:20     | Atlanta Falcons      | 24 – 30 (O.T.) | Washington Commanders | Northwest Stadium       |
| 30 de diciembre | 20:15     | Detroit Lions        | 40 – 34        | San Francisco 49ers   | Levi's Stadium          |

| Semana 18          | Semana 18 | Semana 18             | Semana 18      | Semana 18            | Semana 18                  |
| Fecha              | Hora      | Visitante             | Resultado      | Local                | Estadio                    |
| ------------------ | --------- | --------------------- | -------------- | -------------------- | -------------------------- |
| 4 de enero de 2025 | 16:30     | Cleveland Browns      | 10 – 35        | Baltimore Ravens     | M&T Bank Stadium           |
| 4 de enero de 2025 | 20:00     | Cincinnati Bengals    | 19 – 17        | Pittsburgh Steelers  | Acrisure Stadium           |
| 5 de enero de 2025 | 13:00     | Carolina Panthers     | 44 – 38 (O.T.) | Atlanta Falcons      | Mercedes-Benz Stadium      |
| 5 de enero de 2025 | 13:00     | Washington Commanders | 23 – 19        | Dallas Cowboys       | AT&T Stadium               |
| 5 de enero de 2025 | 13:00     | Chicago Bears         | 24 – 22        | Green Bay Packers    | Lambeau Field              |
| 5 de enero de 2025 | 13:00     | Jacksonville Jaguars  | 23 – 26 (O.T.) | Indianapolis Colts   | Lucas Oil Stadium          |
| 5 de enero de 2025 | 13:00     | Buffalo Bills         | 16 – 23        | New England Patriots | Gillette Stadium           |
| 5 de enero de 2025 | 13:00     | New York Giants       | 13 – 20        | Philadelphia Eagles  | Lincoln Financial Field    |
| 5 de enero de 2025 | 13:00     | New Orleans Saints    | 19 – 27        | Tampa Bay Buccaneers | Raymond James Stadium      |
| 5 de enero de 2025 | 13:00     | Houston Texans        | 23 – 14        | Tennessee Titans     | Nissan Stadium             |
| 5 de enero de 2025 | 16:25     | San Francisco 49ers   | 24 – 47        | Arizona Cardinals    | State Farm Stadium         |
| 5 de enero de 2025 | 16:25     | Kansas City Chiefs    | 0 – 38         | Denver Broncos       | Empower Field at Mile High |
| 5 de enero de 2025 | 16:25     | Los Angeles Chargers  | 34 – 20        | Las Vegas Raiders    | Allegiant Stadium          |
| 5 de enero de 2025 | 16:25     | Seattle Seahawks      | 30 – 25        | Los Angeles Rams     | SoFi Stadium               |
| 5 de enero de 2025 | 16:25     | Miami Dolphins        | 20 – 32        | New York Jets        | MetLife Stadium            |
| 5 de enero de 2025 | 20:20     | Minnesota Vikings     | 9 – 31         | Detroit Lions        | Ford Field                 |

## Clasificaciones

### Clasificación divisional
| AFC Este             | AFC Este | AFC Este | AFC Este | AFC Este | AFC Este | AFC Este | AFC Este | AFC Este |
| Equipo               | G        | P        | E        | CTE      | DIV      | CONF     | PF       | PC       |
| -------------------- | -------- | -------- | -------- | -------- | -------- | -------- | -------- | -------- |
| #2 Buffalo Bills     | 13       | 4        | 0        | .765     | 5–1      | 9–3      | 525      | 368      |
| Miami Dolphins       | 8        | 9        | 0        | .471     | 3–3      | 6–6      | 345      | 364      |
| New York Jets        | 5        | 12       | 0        | .294     | 2–4      | 5–7      | 338      | 404      |
| New England Patriots | 4        | 13       | 0        | .235     | 2–4      | 3–9      | 289      | 417      |

| AFC Norte              | AFC Norte | AFC Norte | AFC Norte | AFC Norte | AFC Norte | AFC Norte | AFC Norte | AFC Norte |
| Equipo                 | G         | P         | E         | CTE       | DIV       | CONF      | PF        | PC        |
| ---------------------- | --------- | --------- | --------- | --------- | --------- | --------- | --------- | --------- |
| #3 Baltimore Ravens    | 12        | 5         | 0         | .706      | 4–2       | 8–4       | 518       | 361       |
| #6 Pittsburgh Steelers | 10        | 7         | 0         | .588      | 3–3       | 7–5       | 380       | 347       |
| Cincinnati Bengals     | 9         | 8         | 0         | .529      | 3–3       | 6–6       | 472       | 434       |
| Cleveland Browns       | 3         | 14        | 0         | .176      | 2–4       | 3–9       | 258       | 435       |

| AFC Sur              | AFC Sur | AFC Sur | AFC Sur | AFC Sur | AFC Sur | AFC Sur | AFC Sur | AFC Sur |
| Equipo               | G       | P       | E       | CTE     | DIV     | CONF    | PF      | PC      |
| -------------------- | ------- | ------- | ------- | ------- | ------- | ------- | ------- | ------- |
| #4 Houston Texans    | 10      | 7       | 0       | .588    | 5–1     | 8–4     | 372     | 372     |
| Indianapolis Colts   | 8       | 9       | 0       | .471    | 3–3     | 7–5     | 377     | 427     |
| Jacksonville Jaguars | 4       | 13      | 0       | .235    | 3–3     | 4–8     | 320     | 435     |
| Tennessee Titans     | 3       | 14      | 0       | .176    | 1–5     | 3–9     | 311     | 460     |

| AFC Oeste               | AFC Oeste | AFC Oeste | AFC Oeste | AFC Oeste | AFC Oeste | AFC Oeste | AFC Oeste | AFC Oeste |
| Equipo                  | G         | P         | E         | CTE       | DIV       | CONF      | PF        | PC        |
| ----------------------- | --------- | --------- | --------- | --------- | --------- | --------- | --------- | --------- |
| #1 Kansas City Chiefs   | 15        | 2         | 0         | .882      | 5–1       | 10–2      | 385       | 326       |
| #5 Los Angeles Chargers | 11        | 6         | 0         | .647      | 4–2       | 8–4       | 402       | 301       |
| #7 Denver Broncos       | 10        | 7         | 0         | .588      | 3–3       | 6–6       | 425       | 311       |
| Las Vegas Raiders       | 4         | 13        | 0         | .235      | 0–6       | 3–9       | 309       | 434       |

| NFC Este                 | NFC Este | NFC Este | NFC Este | NFC Este | NFC Este | NFC Este | NFC Este | NFC Este |
| Equipo                   | G        | P        | E        | CTE      | DIV      | CONF     | PF       | PC       |
| ------------------------ | -------- | -------- | -------- | -------- | -------- | -------- | -------- | -------- |
| #2 Philadelphia Eagles   | 14       | 3        | 0        | .824     | 5–1      | 9–3      | 463      | 303      |
| #6 Washington Commanders | 12       | 5        | 0        | .706     | 4–2      | 9–3      | 485      | 391      |
| Dallas Cowboys           | 7        | 10       | 0        | .412     | 3–3      | 5–7      | 350      | 468      |
| New York Giants          | 3        | 14       | 0        | .176     | 0–6      | 1–11     | 273      | 415      |

| NFC Norte            | NFC Norte | NFC Norte | NFC Norte | NFC Norte | NFC Norte | NFC Norte | NFC Norte | NFC Norte |
| Equipo               | G         | P         | E         | CTE       | DIV       | CONF      | PF        | PC        |
| -------------------- | --------- | --------- | --------- | --------- | --------- | --------- | --------- | --------- |
| #1 Detroit Lions     | 15        | 2         | 0         | .882      | 6–0       | 11–1      | 564       | 342       |
| #5 Minnesota Vikings | 14        | 3         | 0         | .824      | 4–2       | 9–3       | 432       | 332       |
| #7 Green Bay Packers | 11        | 6         | 0         | .647      | 1–5       | 6–6       | 460       | 338       |
| Chicago Bears        | 5         | 12        | 0         | .294      | 1–5       | 3–9       | 310       | 370       |

| NFC Sur                 | NFC Sur | NFC Sur | NFC Sur | NFC Sur | NFC Sur | NFC Sur | NFC Sur | NFC Sur |
| Equipo                  | G       | P       | E       | CTE     | DIV     | CONF    | PF      | PC      |
| ----------------------- | ------- | ------- | ------- | ------- | ------- | ------- | ------- | ------- |
| #3 Tampa Bay Buccaneers | 10      | 7       | 0       | .588    | 4–2     | 8–4     | 502     | 385     |
| Atlanta Falcons         | 8       | 9       | 0       | .471    | 4–2     | 7–5     | 389     | 423     |
| Carolina Panthers       | 5       | 12      | 0       | .294    | 2–4     | 4–8     | 341     | 534     |
| New Orleans Saints      | 5       | 12      | 0       | .294    | 2–4     | 4–8     | 338     | 398     |

| NFC Oeste           | NFC Oeste | NFC Oeste | NFC Oeste | NFC Oeste | NFC Oeste | NFC Oeste | NFC Oeste | NFC Oeste |
| Equipo              | G         | P         | E         | CTE       | DIV       | CONF      | PF        | PC        |
| ------------------- | --------- | --------- | --------- | --------- | --------- | --------- | --------- | --------- |
| #4 Los Angeles Rams | 10        | 7         | 0         | .588      | 4–2       | 6–6       | 367       | 386       |
| Seattle Seahawks    | 10        | 7         | 0         | .588      | 4–2       | 6–6       | 375       | 368       |
| Arizona Cardinals   | 8         | 9         | 0         | .471      | 3–3       | 4–8       | 400       | 379       |
| San Francisco 49ers | 6         | 11        | 0         | .353      | 1–5       | 4–8       | 389       | 436       |

     Campeón de división. 
     Clasificado como wildcard.
     Eliminado de playoffs.

### Clasificación por conferencias
| Conferencia Americana (AFC) | Conferencia Americana (AFC) | Conferencia Americana (AFC) | Conferencia Americana (AFC) | Conferencia Americana (AFC) | Conferencia Americana (AFC) | Conferencia Americana (AFC) | Conferencia Americana (AFC) | Conferencia Americana (AFC) | Conferencia Americana (AFC) | Conferencia Americana (AFC) |
| # | Equipo                      | División                    | G                           | P                           | E                           | CTE                         | DIV                         | CONF                        | FDC                         | FDV                         |
| --- | --------------------------- | --------------------------- | --------------------------- | --------------------------- | --------------------------- | --------------------------- | --------------------------- | --------------------------- | --------------------------- | --------------------------- |
| 1 | Kansas City Chiefs z        | Oeste                       | 15                          | 2                           | 0                           | .882                        | 5–1                         | 10–2                        | .488                        | .463                        |
| 2 | Buffalo Bills y             | Este                        | 13                          | 4                           | 0                           | .765                        | 5–1                         | 9–3                         | .467                        | .448                        |
| 3 | Baltimore Ravens y          | Norte                       | 12                          | 5                           | 0                           | .706                        | 4–2                         | 8–4                         | .529                        | .525                        |
| 4 | Houston Texans y            | Sur                         | 10                          | 7                           | 0                           | .588                        | 5–1                         | 8–4                         | .481                        | .376                        |
| ↑ Campeones divisionales ↑ |                             |                             |                             |                             |                             |                             |                             |                             |                             |                             |
| 5 | Los Angeles Chargers        | Oeste                       | 11                          | 6                           | 0                           | .647                        | 4–2                         | 8–4                         | .467                        | .348                        |
| 6[a] | Pittsburgh Steelers         | Norte                       | 10                          | 7                           | 0                           | .588                        | 3–3                         | 7–5                         | .502                        | .453                        |
| 7[a] | Denver Broncos              | Oeste                       | 10                          | 7                           | 0                           | .588                        | 3–3                         | 6–6                         | .502                        | .394                        |
| ↑ Wild Cards ↑ |                             |                             |                             |                             |                             |                             |                             |                             |                             |                             |
| 8 | Cincinnati Bengals          | Norte                       | 9                           | 8                           | 0                           | .529                        | 3–3                         | 6–6                         | .478                        | .314                        |
| 9[b] | Indianapolis Colts          | Sur                         | 8                           | 9                           | 0                           | .471                        | 3–3                         | 7–5                         | .457                        | .309                        |
| 10[b] | Miami Dolphins              | Este                        | 8                           | 9                           | 0                           | .471                        | 3–3                         | 6–6                         | .419                        | .294                        |
| 11 | New York Jets               | Este                        | 5                           | 12                          | 0                           | .294                        | 2–4                         | 5–7                         | .495                        | .341                        |
| 12[c] | Jacksonville Jaguars        | Sur                         | 4                           | 13                          | 0                           | .235                        | 3–3                         | 4–8                         | .478                        | .265                        |
| 13[c][d] | New England Patriots        | Este                        | 4                           | 13                          | 0                           | .235                        | 2–4                         | 3–9                         | .471                        | .471                        |
| 14[c][d] | Las Vegas Raiders           | Oeste                       | 4                           | 13                          | 0                           | .235                        | 0–6                         | 3–9                         | .540                        | .353                        |
| 15[e] | Cleveland Browns            | Norte                       | 3                           | 14                          | 0                           | .176                        | 2–4                         | 3–9                         | .536                        | .510                        |
| 16[e] | Tennessee Titans            | Sur                         | 3                           | 14                          | 0                           | .176                        | 1–5                         | 3–9                         | .522                        | .431                        |
| Desempates |                             |                             |                             |                             |                             |                             |                             |                             |                             |                             |
| [a] Pittsburgh obtuvo el sexto sembrado sobre Denver por haber ganado el enfrentamiento directo entre ellos. [b] Indianapolis finalizó encima de Miami por haber ganado el enfrentamiento directo entre ellos. [c] Jacksonville finalizó encima de New England y Las Vegas por tener mejor récord de conferencia que ambos. [d] New England finalizó encima de Las Vegas por tener mayor fortaleza de victorias. [e] Cleveland finalizó encima de Tennessee por tener mayor fortaleza de victorias. |                             |                             |                             |                             |                             |                             |                             |                             |                             |                             |

| Conferencia Nacional (NFC) | Conferencia Nacional (NFC) | Conferencia Nacional (NFC) | Conferencia Nacional (NFC) | Conferencia Nacional (NFC) | Conferencia Nacional (NFC) | Conferencia Nacional (NFC) | Conferencia Nacional (NFC) | Conferencia Nacional (NFC) | Conferencia Nacional (NFC) | Conferencia Nacional (NFC) |
| # | Equipo                     | División                   | G                          | P                          | E                          | CTE                        | DIV                        | CONF                       | FDC                        | FDV                        |
| --- | -------------------------- | -------------------------- | -------------------------- | -------------------------- | -------------------------- | -------------------------- | -------------------------- | -------------------------- | -------------------------- | -------------------------- |
| 1 | Detroit Lions z            | Norte                      | 15                         | 2                          | 0                          | .882                       | 6–0                        | 11–1                       | .516                       | .494                       |
| 2 | Philadelphia Eagles y      | Este                       | 14                         | 3                          | 0                          | .824                       | 5–1                        | 9–3                        | .453                       | .424                       |
| 3[a] | Tampa Bay Buccaneers y     | Sur                        | 10                         | 7                          | 0                          | .588                       | 4–2                        | 8–4                        | .502                       | .465                       |
| 4[a][b] | Los Angeles Rams y         | Oeste                      | 10                         | 7                          | 0                          | .588                       | 4–2                        | 6–6                        | .505                       | .441                       |
| ↑ Campeones divisionales ↑ |                            |                            |                            |                            |                            |                            |                            |                            |                            |                            |
| 5 | Minnesota Vikings          | Norte                      | 14                         | 3                          | 0                          | .824                       | 4–2                        | 9–3                        | .474                       | .408                       |
| 6 | Washington Commanders      | Este                       | 12                         | 5                          | 0                          | .706                       | 4–2                        | 9–3                        | .436                       | .358                       |
| 7 | Green Bay Packers          | Norte                      | 11                         | 6                          | 0                          | .647                       | 1–5                        | 6–6                        | .533                       | .412                       |
| ↑ Wild Cards ↑ |                            |                            |                            |                            |                            |                            |                            |                            |                            |                            |
| 8[b] | Seattle Seahawks           | Oeste                      | 10                         | 7                          | 0                          | .588                       | 4–2                        | 6–6                        | .498                       | .424                       |
| 9[c] | Atlanta Falcons            | Sur                        | 8                          | 9                          | 0                          | .471                       | 4–2                        | 7–5                        | .519                       | .426                       |
| 10[c] | Arizona Cardinals          | Oeste                      | 8                          | 9                          | 0                          | .471                       | 3–3                        | 4–8                        | .536                       | .404                       |
| 11 | Dallas Cowboys             | Este                       | 7                          | 10                         | 0                          | .412                       | 3–3                        | 5–7                        | .522                       | .387                       |
| 12 | San Francisco 49ers        | Oeste                      | 6                          | 11                         | 0                          | .353                       | 1–5                        | 4–8                        | .564                       | .402                       |
| 13[d] | Chicago Bears              | Norte                      | 5                          | 12                         | 0                          | .294                       | 1–5                        | 3–9                        | .554                       | .388                       |
| 14[d][e] | Carolina Panthers          | Sur                        | 5                          | 12                         | 0                          | .294                       | 2–4                        | 4–8                        | .498                       | .329                       |
| 15[e] | New Orleans Saints         | Sur                        | 5                          | 12                         | 0                          | .294                       | 2–4                        | 4–8                        | .505                       | .306                       |
| 16 | New York Giants            | Este                       | 3                          | 14                         | 0                          | .176                       | 0–6                        | 1–11                       | .554                       | .412                       |
| Desempates |                            |                            |                            |                            |                            |                            |                            |                            |                            |                            |
| [a] Tampa Bay obtuvo el tercer sembrado sobre L.A. Rams por tener mejor récord de conferencia. [b] L.A. Rams finalizó encima de Seattle en la división Oeste por tener mayor fortaleza de victorias. [c] Atlanta finalizó encima de Arizona por tener mejor récord de conferencia. [d] Chicago finalizó encima de Carolina por haber el enfrentamiento directo entre ellos. El desempate divisional se usó para eliminar a New Orleans, ver abajo. [e] Carolina finalizó encima de New Orleans por tener mayor fortaleza de victorias. |                            |                            |                            |                            |                            |                            |                            |                            |                            |                            |

 #  N.º de clasificado por conferencia.

 z  Campeón de división, bye y ventaja de campo.

 y  Campeón de división.
    Wild Card.

     No clasificado para los playoffs.

## Postemporada
Los playoffs de 2024 están programados para comenzar el fin de semana del 11 al 13 de enero con la Ronda de Comodines. Habrá tres equipos Wild Card por conferencia, y solo el primer sembrado de cada conferencia podrá descansar en la primera ronda, denominado como bye. Dos juegos se disputarán en sábado, tres en domingo, y el juego restante, en lunes por la noche (Monday Night Football).
En la Ronda Divisional programada para el 18 y 19 de enero, el primer sembrado de cada conferencia jugará con el ganador clasificado como el peor sembrado y los dos ganadores restantes se enfrentarán entre sí. Los ganadores de esos juegos avanzarán a los Campeonatos de la Conferencia programados para el 26 de enero. El Super Bowl LIX está programado para el 9 de febrero en el Caesars Superdome de Nueva Orleans, Luisiana con los ganadores de cada Campeonato de Conferencia enfrentándose entre sí.
Tras haber finalizado la temporada regular, los equipos que clasificaron a postemporada terminaron en las siguientes posiciones o sembrados por cada conferencia. 
| #  | AFC                  | AFC               | NFC                   | NFC               |
| -- | -------------------- | ----------------- | --------------------- | ----------------- |
| 1º | Kansas City Chiefs   | Campeón del Oeste | Detroit Lions         | Campeón del Norte |
| 2º | Buffalo Bills        | Campeón del Este  | Philadelphia Eagles   | Campeón del Este  |
| 3º | Baltimore Ravens     | Campeón del Norte | Tampa Bay Buccaneers  | Campeón del Sur   |
| 4º | Houston Texans       | Campeón del Sur   | Los Angeles Rams      | Campeón del Oeste |
| 5º | Los Angeles Chargers | Wild Card (Oeste) | Minnesota Vikings     | Wild Card (Norte) |
| 6º | Pittsburgh Steelers  | Wild Card (Norte) | Washington Commanders | Wild Card (Este)  |
| 7º | Denver Broncos       | Wild Card (Oeste) | Green Bay Packers     | Wild Card (Norte) |

### Cuadro
|  | Ronda Wild Card                       | Ronda Wild Card                     | Ronda Wild Card                     |                                       |                                       | Ronda divisional                              | Ronda divisional                              | Ronda divisional                              |                                       |                       | Finales de conferencia                        | Finales de conferencia                        | Finales de conferencia                        |                                  |  | Super Bowl LIX | Super Bowl LIX | Super Bowl LIX |
|  |                                       |                                     |                                     |                                       |                                       |                                               |                                               |                                               |                                       |                       |                                               |                                               |                                               |                                  |  |                |                |                |
|  | 11 de enero – NRG Stadium             | 11 de enero – NRG Stadium           | 11 de enero – NRG Stadium           |                                       |                                       | 18 de enero – GEHA Field at Arrowhead Stadium | 18 de enero – GEHA Field at Arrowhead Stadium | 18 de enero – GEHA Field at Arrowhead Stadium |                                       |                       | 26 de enero – GEHA Field at Arrowhead Stadium | 26 de enero – GEHA Field at Arrowhead Stadium | 26 de enero – GEHA Field at Arrowhead Stadium |                                  |  |                |                |                |
|  | 11 de enero – NRG Stadium             | 11 de enero – NRG Stadium           | 11 de enero – NRG Stadium           |                                       |                                       | 18 de enero – GEHA Field at Arrowhead Stadium | 18 de enero – GEHA Field at Arrowhead Stadium | 18 de enero – GEHA Field at Arrowhead Stadium |                                       |                       | 26 de enero – GEHA Field at Arrowhead Stadium | 26 de enero – GEHA Field at Arrowhead Stadium | 26 de enero – GEHA Field at Arrowhead Stadium |                                  |  |                |                |                |
|  | 11 de enero – NRG Stadium             | 11 de enero – NRG Stadium           | 11 de enero – NRG Stadium           |                                       |                                       | 18 de enero – GEHA Field at Arrowhead Stadium | 18 de enero – GEHA Field at Arrowhead Stadium | 18 de enero – GEHA Field at Arrowhead Stadium |                                       |                       | 26 de enero – GEHA Field at Arrowhead Stadium | 26 de enero – GEHA Field at Arrowhead Stadium | 26 de enero – GEHA Field at Arrowhead Stadium |                                  |  |                |                |                |
|  | 4                                     | Houston Texans                      | 32                                  |                                       |                                       | 18 de enero – GEHA Field at Arrowhead Stadium | 18 de enero – GEHA Field at Arrowhead Stadium | 18 de enero – GEHA Field at Arrowhead Stadium |                                       |                       | 26 de enero – GEHA Field at Arrowhead Stadium | 26 de enero – GEHA Field at Arrowhead Stadium | 26 de enero – GEHA Field at Arrowhead Stadium |                                  |  |                |                |                |
|  | 4                                     | Houston Texans                      | 32                                  |                                       |                                       | 18 de enero – GEHA Field at Arrowhead Stadium | 18 de enero – GEHA Field at Arrowhead Stadium | 18 de enero – GEHA Field at Arrowhead Stadium |                                       |                       | 26 de enero – GEHA Field at Arrowhead Stadium | 26 de enero – GEHA Field at Arrowhead Stadium | 26 de enero – GEHA Field at Arrowhead Stadium |                                  |  |                |                |                |
|  | 5                                     | Los Angeles Chargers                | 12                                  |                                       |                                       | 18 de enero – GEHA Field at Arrowhead Stadium | 18 de enero – GEHA Field at Arrowhead Stadium | 18 de enero – GEHA Field at Arrowhead Stadium |                                       |                       | 26 de enero – GEHA Field at Arrowhead Stadium | 26 de enero – GEHA Field at Arrowhead Stadium | 26 de enero – GEHA Field at Arrowhead Stadium |                                  |  |                |                |                |
|  | 5                                     | Los Angeles Chargers                | 12                                  | 1                                     | Kansas City Chiefs                    | 23                                            |                                               |                                               |                                       |                       | 26 de enero – GEHA Field at Arrowhead Stadium | 26 de enero – GEHA Field at Arrowhead Stadium | 26 de enero – GEHA Field at Arrowhead Stadium |                                  |  |                |                |                |
|  | 12 de enero – Highmark Stadium        |                                     |                                     | 1                                     | Kansas City Chiefs                    | 23                                            |                                               |                                               |                                       |                       | 26 de enero – GEHA Field at Arrowhead Stadium | 26 de enero – GEHA Field at Arrowhead Stadium | 26 de enero – GEHA Field at Arrowhead Stadium |                                  |  |                |                |                |
|  | 4                                     | Houston Texans                      | 14                                  |                                       |                                       |                                               |                                               |                                               |                                       |                       | 26 de enero – GEHA Field at Arrowhead Stadium | 26 de enero – GEHA Field at Arrowhead Stadium | 26 de enero – GEHA Field at Arrowhead Stadium |                                  |  |                |                |                |
|  | 4                                     | Houston Texans                      | 14                                  |                                       |                                       |                                               |                                               |                                               |                                       |                       | 26 de enero – GEHA Field at Arrowhead Stadium | 26 de enero – GEHA Field at Arrowhead Stadium | 26 de enero – GEHA Field at Arrowhead Stadium |                                  |  |                |                |                |
|  | 2                                     | Buffalo Bills                       | 31                                  | 19 de enero – Highmark Stadium        | 19 de enero – Highmark Stadium        | 19 de enero – Highmark Stadium                | 1                                             | Kansas City Chiefs                            | 32                                    |                       |                                               |                                               |                                               |                                  |  |                |                |                |
|  | 2                                     | Buffalo Bills                       | 31                                  | 19 de enero – Highmark Stadium        | 19 de enero – Highmark Stadium        | 19 de enero – Highmark Stadium                | 1                                             | Kansas City Chiefs                            | 32                                    |                       |                                               |                                               |                                               |                                  |  |                |                |                |
|  | 7                                     | Denver Broncos                      | 7                                   | 19 de enero – Highmark Stadium        | 19 de enero – Highmark Stadium        | 19 de enero – Highmark Stadium                |                                               |                                               | 2                                     | Buffalo Bills         | 29                                            |                                               |                                               |                                  |  |                |                |                |
|  | 7                                     | Denver Broncos                      | 7                                   | 19 de enero – Highmark Stadium        | 19 de enero – Highmark Stadium        | 19 de enero – Highmark Stadium                |                                               |                                               | 2                                     | Buffalo Bills         | 29                                            |                                               |                                               |                                  |  |                |                |                |
|  | 11 de enero – M&T Bank Stadium        | 11 de enero – M&T Bank Stadium      | 11 de enero – M&T Bank Stadium      | 2                                     | Buffalo Bills                         | 27                                            | 26 de enero – Lincoln Financial Field         | 26 de enero – Lincoln Financial Field         | 26 de enero – Lincoln Financial Field |                       |                                               |                                               |                                               |                                  |  |                |                |                |
|  | 11 de enero – M&T Bank Stadium        | 11 de enero – M&T Bank Stadium      | 11 de enero – M&T Bank Stadium      | 2                                     | Buffalo Bills                         | 27                                            | 26 de enero – Lincoln Financial Field         | 26 de enero – Lincoln Financial Field         | 26 de enero – Lincoln Financial Field |                       |                                               |                                               |                                               |                                  |  |                |                |                |
|  | 11 de enero – M&T Bank Stadium        | 11 de enero – M&T Bank Stadium      | 11 de enero – M&T Bank Stadium      | 3                                     | Baltimore Ravens                      | 25                                            | 26 de enero – Lincoln Financial Field         | 26 de enero – Lincoln Financial Field         | 26 de enero – Lincoln Financial Field |                       |                                               |                                               |                                               |                                  |  |                |                |                |
|  | 3                                     | Baltimore Ravens                    | 28                                  | 3                                     | Baltimore Ravens                      | 25                                            | 26 de enero – Lincoln Financial Field         | 26 de enero – Lincoln Financial Field         | 26 de enero – Lincoln Financial Field |                       |                                               | 9 de febrero – Caesars Superdome              | 9 de febrero – Caesars Superdome              | 9 de febrero – Caesars Superdome |  |                |                |                |
|  | 3                                     | Baltimore Ravens                    | 28                                  | 18 de enero – Ford Field              |                                       |                                               | 26 de enero – Lincoln Financial Field         | 26 de enero – Lincoln Financial Field         | 26 de enero – Lincoln Financial Field |                       |                                               | 9 de febrero – Caesars Superdome              | 9 de febrero – Caesars Superdome              | 9 de febrero – Caesars Superdome |  |                |                |                |
|  | 6                                     | Pittsburgh Steelers                 | 14                                  |                                       |                                       |                                               | 26 de enero – Lincoln Financial Field         | 26 de enero – Lincoln Financial Field         | 26 de enero – Lincoln Financial Field |                       |                                               | 9 de febrero – Caesars Superdome              | 9 de febrero – Caesars Superdome              | 9 de febrero – Caesars Superdome |  |                |                |                |
|  | 6                                     | Pittsburgh Steelers                 | 14                                  |                                       |                                       |                                               | 26 de enero – Lincoln Financial Field         | 26 de enero – Lincoln Financial Field         | 26 de enero – Lincoln Financial Field |                       |                                               | 9 de febrero – Caesars Superdome              | 9 de febrero – Caesars Superdome              | 9 de febrero – Caesars Superdome |  |                |                |                |
|  | 12 de enero – Raymond James Stadium   | 12 de enero – Raymond James Stadium | 12 de enero – Raymond James Stadium | A1                                    | Kansas City Chiefs                    | 22                                            | 26 de enero – Lincoln Financial Field         | 26 de enero – Lincoln Financial Field         | 26 de enero – Lincoln Financial Field |                       |                                               |                                               |                                               |                                  |  |                |                |                |
|  | 12 de enero – Raymond James Stadium   | 12 de enero – Raymond James Stadium | 12 de enero – Raymond James Stadium | A1                                    | Kansas City Chiefs                    | 22                                            | 26 de enero – Lincoln Financial Field         | 26 de enero – Lincoln Financial Field         | 26 de enero – Lincoln Financial Field |                       |                                               |                                               |                                               |                                  |  |                |                |                |
|  | 12 de enero – Raymond James Stadium   | 12 de enero – Raymond James Stadium | 12 de enero – Raymond James Stadium | N2                                    | Philadelphia Eagles                   | 40                                            | 26 de enero – Lincoln Financial Field         | 26 de enero – Lincoln Financial Field         | 26 de enero – Lincoln Financial Field |                       |                                               |                                               |                                               |                                  |  |                |                |                |
|  | 12 de enero – Raymond James Stadium   | 12 de enero – Raymond James Stadium | 12 de enero – Raymond James Stadium | N2                                    | Philadelphia Eagles                   | 40                                            | 26 de enero – Lincoln Financial Field         | 26 de enero – Lincoln Financial Field         | 26 de enero – Lincoln Financial Field |                       |                                               |                                               |                                               |                                  |  |                |                |                |
|  | 3                                     | Tampa Bay Buccaneers                | 20                                  |                                       |                                       |                                               | 26 de enero – Lincoln Financial Field         | 26 de enero – Lincoln Financial Field         | 26 de enero – Lincoln Financial Field |                       |                                               |                                               |                                               |                                  |  |                |                |                |
|  | 3                                     | Tampa Bay Buccaneers                | 20                                  |                                       |                                       |                                               | 26 de enero – Lincoln Financial Field         | 26 de enero – Lincoln Financial Field         | 26 de enero – Lincoln Financial Field |                       |                                               |                                               |                                               |                                  |  |                |                |                |
|  | 6                                     | Washington Commanders               | 23                                  |                                       |                                       |                                               | 26 de enero – Lincoln Financial Field         | 26 de enero – Lincoln Financial Field         | 26 de enero – Lincoln Financial Field |                       |                                               |                                               |                                               |                                  |  |                |                |                |
|  | 6                                     | Washington Commanders               | 23                                  | 1                                     | Detroit Lions                         | 31                                            | 26 de enero – Lincoln Financial Field         | 26 de enero – Lincoln Financial Field         | 26 de enero – Lincoln Financial Field |                       |                                               |                                               |                                               |                                  |  |                |                |                |
|  | 12 de enero – Lincoln Financial Field |                                     |                                     | 1                                     | Detroit Lions                         | 31                                            | 26 de enero – Lincoln Financial Field         | 26 de enero – Lincoln Financial Field         | 26 de enero – Lincoln Financial Field |                       |                                               |                                               |                                               |                                  |  |                |                |                |
|  | 6                                     | Washington Commanders               | 45                                  |                                       |                                       |                                               | 26 de enero – Lincoln Financial Field         | 26 de enero – Lincoln Financial Field         | 26 de enero – Lincoln Financial Field |                       |                                               |                                               |                                               |                                  |  |                |                |                |
|  | 6                                     | Washington Commanders               | 45                                  |                                       |                                       |                                               | 26 de enero – Lincoln Financial Field         | 26 de enero – Lincoln Financial Field         | 26 de enero – Lincoln Financial Field |                       |                                               |                                               |                                               |                                  |  |                |                |                |
|  | 2                                     | Philadelphia Eagles                 | 22                                  | 19 de enero – Lincoln Financial Field | 19 de enero – Lincoln Financial Field | 19 de enero – Lincoln Financial Field         | 2                                             | Philadelphia Eagles                           | 55                                    |                       |                                               |                                               |                                               |                                  |  |                |                |                |
|  | 2                                     | Philadelphia Eagles                 | 22                                  | 19 de enero – Lincoln Financial Field | 19 de enero – Lincoln Financial Field | 19 de enero – Lincoln Financial Field         | 2                                             | Philadelphia Eagles                           | 55                                    |                       |                                               |                                               |                                               |                                  |  |                |                |                |
|  | 7                                     | Green Bay Packers                   | 10                                  | 19 de enero – Lincoln Financial Field | 19 de enero – Lincoln Financial Field | 19 de enero – Lincoln Financial Field         |                                               |                                               | 6                                     | Washington Commanders | 23                                            |                                               |                                               |                                  |  |                |                |                |
|  | 7                                     | Green Bay Packers                   | 10                                  | 19 de enero – Lincoln Financial Field | 19 de enero – Lincoln Financial Field | 19 de enero – Lincoln Financial Field         |                                               |                                               | 6                                     | Washington Commanders | 23                                            |                                               |                                               |                                  |  |                |                |                |
|  | 13 de enero – State Farm Stadium      | 13 de enero – State Farm Stadium    | 13 de enero – State Farm Stadium    | 2                                     | Philadelphia Eagles                   | 28                                            |                                               |                                               |                                       |                       |                                               |                                               |                                               |                                  |  |                |                |                |
|  | 13 de enero – State Farm Stadium      | 13 de enero – State Farm Stadium    | 13 de enero – State Farm Stadium    | 2                                     | Philadelphia Eagles                   | 28                                            |                                               |                                               |                                       |                       |                                               |                                               |                                               |                                  |  |                |                |                |
|  | 13 de enero – State Farm Stadium      | 13 de enero – State Farm Stadium    | 13 de enero – State Farm Stadium    | 4                                     | Los Angeles Rams                      | 22                                            |                                               |                                               |                                       |                       |                                               |                                               |                                               |                                  |  |                |                |                |
|  | 4                                     | Los Angeles Rams                    | 27                                  | 4                                     | Los Angeles Rams                      | 22                                            |                                               |                                               |                                       |                       |                                               |                                               |                                               |                                  |  |                |                |                |
|  | 4                                     | Los Angeles Rams                    | 27                                  |                                       |                                       |                                               |                                               |                                               |                                       |                       |                                               |                                               |                                               |                                  |  |                |                |                |
|  | 5                                     | Minnesota Vikings                   | 9                                   |                                       |                                       |                                               |                                               |                                               |                                       |                       |                                               |                                               |                                               |                                  |  |                |                |                |
|  | 5                                     | Minnesota Vikings                   | 9                                   |                                       |                                       |                                               |                                               |                                               |                                       |                       |                                               |                                               |                                               |                                  |  |                |                |                |

### Partidos
| Fecha                  | Inicio          | Visitante             | Resultado       | Local                | Estadio                                              |
| Ronda Wild Card        | Ronda Wild Card | Ronda Wild Card       | Ronda Wild Card | Ronda Wild Card      | Ronda Wild Card                                      |
| ---------------------- | --------------- | --------------------- | --------------- | -------------------- | ---------------------------------------------------- |
| 11 de enero de 2025    | 16:35           | Los Angeles Chargers  | 12 – 32         | Houston Texans       | NRG Stadium, Houston, Texas                          |
| 11 de enero de 2025    | 20:15           | Pittsburgh Steelers   | 14 – 28         | Baltimore Ravens     | M&T Bank Stadium, Baltimore, Maryland                |
| 12 de enero de 2025    | 13:05           | Denver Broncos        | 7 – 31          | Buffalo Bills        | Highmark Stadium, Orchard Park, Nueva York           |
| 12 de enero de 2025    | 16:40           | Green Bay Packers     | 10 – 22         | Philadelphia Eagles  | Lincoln Financial Field, Filadelfia, Pensilvania     |
| 12 de enero de 2025    | 20:15           | Washington Commanders | 23 – 20         | Tampa Bay Buccaneers | Raymond James Stadium, Tampa, Florida                |
| 13 de enero de 2025    | 20:15           | Minnesota Vikings     | 9 – 27          | Los Angeles Rams     | State Farm Stadium, Glendale, Arizona                |
| Ronda divisional       |                 |                       |                 |                      |                                                      |
| 18 de enero de 2025    | 16:35           | Houston Texans        | 14 – 23         | Kansas City Chiefs   | GEHA Field at Arrowhead Stadium, Kansas City, Misuri |
| 18 de enero de 2025    | 20:00           | Washington Commanders | 45 – 31         | Detroit Lions        | Ford Field, Detroit, Míchigan                        |
| 19 de enero de 2025    | 15:05           | Los Angeles Rams      | 22 – 28         | Philadelphia Eagles  | Lincoln Financial Field, Filadelfia, Pensilvania     |
| 19 de enero de 2025    | 18:35           | Baltimore Ravens      | 25 – 27         | Buffalo Bills        | Highmark Stadium, Orchard Park, Nueva York           |
| Finales de conferencia |                 |                       |                 |                      |                                                      |
| 26 de enero de 2025    | 15:05           | Washington Commanders | 23 – 55         | Philadelphia Eagles  | Lincoln Financial Field, Filadelfia, Pensilvania     |
| 26 de enero de 2025    | 18:40           | Buffalo Bills         | 29 – 32         | Kansas City Chiefs   | GEHA Field at Arrowhead Stadium, Kansas City, Misuri |
| Super Bowl LIX         |                 |                       |                 |                      |                                                      |
| 9 de febrero de 2025   | 18:30           | Kansas City Chiefs    | 22 – 40         | Philadelphia Eagles  | Caesars Superdome, Nueva Orleans, Luisiana           |

CAMPEÓN

Philadelphia Eagles

2º Super Bowl

## Premios

### Individuales
La ceremonia para entregar los reconomientos individuales de la temporada 2024, conocidos como NFL Honors; se llevó a cabo en el Teatro Saenger de Nueva Orleans, el 6 de febrero de 2025, tres días antes del Super Bowl LIX.
| Premio                       | Ganador            | Posición             | Equipo                |
| ---------------------------- | ------------------ | -------------------- | --------------------- |
| Jugador Más Valioso          | Josh Allen         | Quarterback          | Buffalo Bills         |
| Jugador Ofensivo del Año     | Saquon Barkley     | Running back         | Philadelphia Eagles   |
| Jugador Defensivo del Año    | Patrick Surtain II | Cornerback           | Denver Broncos        |
| Entrenador del Año           | Kevin O'Connell    | Head Coach           | Minnesota Vikings     |
| Entrenador Asistente del Año | Ben Johnson        | Coordinador Ofensivo | Detroit Lions         |
| Ejecutivo del Año            | Brad Holmes        | Gerente General      | Detroit Lions         |
| Rookie Ofensivo del Año      | Jayden Daniels     | Quarterback          | Washington Commanders |
| Rookie Defensivo del Año     | Jared Verse        | Linebacker           | Los Angeles Rams      |
| Jugador Regreso del Año      | Joe Burrow         | Quarterback          | Cincinnati Bengals    |
| Hombre del Año               | Arik Armstead      | Defensive end        | Jacksonville Jaguars  |

### Equipo All-Pro
Los jugadores fueron nombrados al equipo All-Pro como los mejores en su posición, por Associated Press el 10 de enero de 2025.
| Ofensivo         | Ofensivo                                                                         |
| ---------------- | -------------------------------------------------------------------------------- |
| Quarterback      | Lamar Jackson, Baltimore                                                         |
| Running back     | Saquon Barkley, Philadelphia                                                     |
| Wide receiver    | Ja'Marr Chase, Cincinnati Justin Jefferson, Minnesota Amon-Ra St. Brown, Detroit |
| Tight end        | Brock Bowers, Las Vegas                                                          |
| Tackle izquierdo | Tristan Wirfs, Tampa Bay                                                         |
| Guard izquierdo  | Joe Thuney, Kansas City                                                          |
| Center           | Creed Humphrey, Kansas City                                                      |
| Guard derecho    | Quinn Meinerz, Denver                                                            |
| Tackle derecho   | Penei Sewell, Detroit                                                            |

| Defensivo        | Defensivo                                                                         |
| ---------------- | --------------------------------------------------------------------------------- |
| Defensive end    | Myles Garrett, Cleveland Trey Hendrickson, Cincinnati                             |
| Defensive tackle | Cameron Heyward, Pittsburgh Chris Jones, Kansas City                              |
| Linebacker       | Zack Baun, Philadelphia Fred Warner, San Francisco Roquan Smith, Baltimore        |
| Cornerback       | Patrick Surtain II, Denver Derek Stingley Jr., Houston Marlon Humphrey, Baltimore |
| Safety           | Kerby Joseph, Detroit Xavier McKinney, Green Bay                                  |

| Equipos especiales | Equipos especiales            |
| ------------------ | ----------------------------- |
| Kicker             | Chris Boswell, Pittsburgh     |
| Punter             | Jack Fox, Detroit             |
| Kick returner      | KaVontae Turpin, Dallas       |
| Punt returner      | Marvin Mims, Denver           |
| Equipo especial    | Brenden Schooler, New England |
| Long snapper       | Andrew DePaola, Minnesota     |

### Jugador de la Semana/Mes
Los siguientes fueron elegidos jugadores de la semana y del mes durante la temporada 2024:
| Semana/Mes | Jugador ofensivo             | Jugador ofensivo               | Jugador defensivo               | Jugador defensivo               | Equipos especiales              | Equipos especiales               |
| Semana/Mes | AFC                          | NFC                            | AFC                             | NFC                             | AFC                             | NFC                              |
| ---------- | ---------------------------- | ------------------------------ | ------------------------------- | ------------------------------- | ------------------------------- | -------------------------------- |
| 1          | Joe Mixon RB (Texans)        | Saquon Barkley RB (Eagles)     | Gregory Rousseau DE (Bills)     | Tyrique Stevenson CB (Bears)    | Chris Boswell K (Steelers)      | Jake Moody K (49ers)             |
| 2          | James Cook RB (Bills)        | Alvin Kamara RB (Saints)       | Maxx Crosby DE (Raiders)        | Jessie Bates III S (Falcons)    | Ka'imi Fairbairn K (Texans)     | Austin Seibert K (Commanders)    |
| 3          | Josh Allen QB (Bills)        | Jayden Daniels QB (Commanders) | Jaylon Jones CB (Colts)         | Jonathan Greenard LB (Vikings)  | Wil Lutz K (Broncos)            | Jack Fox P (Lions)               |
| 4          | Derrick Henry RB (Ravens)    | Jared Goff QB (Lions)          | Chris Jones DT (Chiefs)         | Troy Andersen LB (Falcons)      | Nick Folk K (Titans)            | Tory Taylor P (Bears)            |
| Sept.      | Josh Allen QB (Bills)        | Sam Darnold QB (Vikings)       | Kyle Van Noy LB (Ravens)        | Aidan Hutchinson DE (Lions)     | Chris Boswell K (Steelers)      | Brandon Aubrey K (Cowboys)       |
| 5          | Lamar Jackson QB (Ravens)    | Kirk Cousins QB (Falcons)      | Patrick Surtain II CB (Broncos) | Xavier McKinney S (Packers)     | Ka'imi Fairbairn K (Texans)     | Isaiah Simmons S (Giants)        |
| 6          | Derrick Henry RB (Ravens)    | Sean Tucker RB (Buccaneers)    | Will Anderson Jr. DE (Texans)   | Brian Branch S (Lions)          | Rigoberto Sanchez P (Colts)     | Cole Kmet TE (Bears)             |
| 7          | Lamar Jackson QB (Ravens)    | Saquon Barkley RB (Eagles)     | Cody Barton LB (Broncos)        | Cobie Durant CB (Rams)          | Charlie Jones KR (Bengals)      | Jake Bates K (Lions)             |
| 8          | Jameis Winston QB (Browns)   | Kirk Cousins QB (Falcons)      | T. J. Watt LB (Steelers)        | Edgerrin Cooper LB (Packers)    | Calvin Austin III PR (Steelers) | Kalif Raymond PR (Lions)         |
| Oct.       | Lamar Jackson QB (Ravens)    | Jared Goff QB (Lions)          | Will Anderson Jr. DE (Texans)   | Xavier McKinney S (Packers)     | Chris Boswell K (Steelers)      | Chad Ryland K (Cardinals)        |
| 9          | Garrett Wilson WR (Jets)     | Saquon Barkley RB (Eagles)     | Trey Hendrickson DE (Bengals)   | Kamren Kinchens S (Rams)        | Tyler Bass K (Bills)            | Blake Gillikin P (Cardinals)     |
| 10         | Lamar Jackson QB (Ravens)    | Kyler Murray QB (Cardinals)    | Taron Johnson CB (Bills)        | Zack Baun LB (Eagles)           | Leo Chenal LB (Chiefs)          | Jake Bates K (Lions)             |
| 11         | Bo Nix QB (Broncos)          | Taysom Hill TE (Saints)        | Terrel Bernard LB (Bills)       | Kamren Kinchens S (Rams)        | Chris Boswell K (Steelers)      | Karl Brooks DT (Packers)         |
| 12         | Tua Tagovailoa QB (Dolphins) | Saquon Barkley RB (Eagles)     | Myles Garrett DE (Browns)       | Coby Bryant CB (Seahawks)       | Wil Lutz K (Broncos)            | KaVontae Turpin KR (Cowboys)     |
| 13         | Josh Allen QB (Bills)        | Bucky Irving RB (Buccaneers)   | Tarheeb Still CB (Chargers)     | Leonard Williams DE (Seahawks)  | Kene Nwangwu KR (Jets)          | Braden Mann P (Eagles)           |
| Nov.       | Joe Burrow QB (Bengals)      | Saquon Barkley RB (Eagles)     | Patrick Surtain II CB (Broncos) | Jonathan Greenard LB (Vikings)  | Jason Sanders K (Dolphins)      | Jake Bates K (Lions)             |
| 14         | Ja'Marr Chase WR (Bengals)   | Sam Darnold QB (Vikings)       | Zach Sieler DE (Dolphins)       | Yetur Gross-Matos DE (49ers)    | Matthew Wright K (Chiefs)       | Bryan Bresee DT (Saints)         |
| 15         | Josh Allen QB (Bills)        | Baker Mayfield QB (Buccaneers) | Derek Stingley Jr. CB (Texans)  | Edgerrin Cooper LB (Packers)    | Marvin Mims PR (Broncos)        | KhaDarel Hodge WR (Falcons)      |
| 16         | Jonathan Taylor RB (Colts)   | Chuba Hubbard RB (Panthers)    | Isaiah Pola-Mao S (Raiders)     | Andrew Van Ginkel LB (Vikings)  | Jason Sanders K (Dolphins)      | Brandon Aubrey K (Cowboys)       |
| 17         | Joe Burrow QB (Bengals)      | Baker Mayfield QB (Buccaneers) | Tyrel Dodson LB (Dolphins)      | C.J. Gardner-Johnson S (Eagles) | Cameron Dicker K (Chargers)     | Ihmir Smith-Marsette KR (Giants) |
| 18         | Bo Nix QB (Broncos)          | Jahmyr Gibbs RB (Lions)        | Trey Hendrickson DE (Bengals)   | YaYa Diaby LB (Buccaneers)      | Cameron Dicker K (Chargers)     | Josh Blackwell PR (Bears)        |
| Dic./Ene.  | Joe Burrow QB (Bengals)      | Jahmyr Gibbs RB (Lions)        | Derwin James S (Chargers)       | Leonard Williams DE (Seahawks)  | Jason Sanders K (Dolphins)      | Joshua Karty K (Rams)            |

### Rookie del Mes
| Mes       | Rookie                         | Rookie                       |
| Mes       | Ofensivo                       | Defensivo                    |
| --------- | ------------------------------ | ---------------------------- |
| Sept.     | Jayden Daniels QB (Commanders) | Jared Verse LB (Rams)        |
| Oct.      | Bo Nix QB (Broncos)            | Beanie Bishop CB (Steelers)  |
| Nov.      | Brock Bowers TE (Raiders)      | Braden Fiske DT (Rams)       |
| Dic./Ene. | Brian Thomas Jr. WR (Jaguars)  | Edgerrin Cooper LB (Packers) |

## Estadios

### Cambios de denominación
- El 28 de febrero de 2024, los Washington Commanders comunicaron que la empresa de paquetería FedEx terminaba el acuerdo de denominación que poseían dos años antes del plazo estimado. El equipo usaba provisionalmente el nombre Commanders Field mientras buscaban otro patrocinador para nombrar su estadio.[113][114] Finalmente, el 27 de agosto, la franquicia de la capital estadounidense anunció que llegó a un acuerdo con la empresa de servicios financieros Northwest Federal Credit Union para nombrar el recinto como Northwest Stadium.[115]
- Tras un año y cinco meses con el nombre de Cleveland Browns Stadium después de romper el acuerdo con FirstEnergy por un escándalo de soborno; el 3 de septiembre de 2024, los Browns anunciaron que tenían un nuevo trato con la sociedad bancaria de Ohio, Huntington Bancshares para renombrar su estadio como Huntington Bank Field durante los próximos 20 años.[116]